# El Bosco

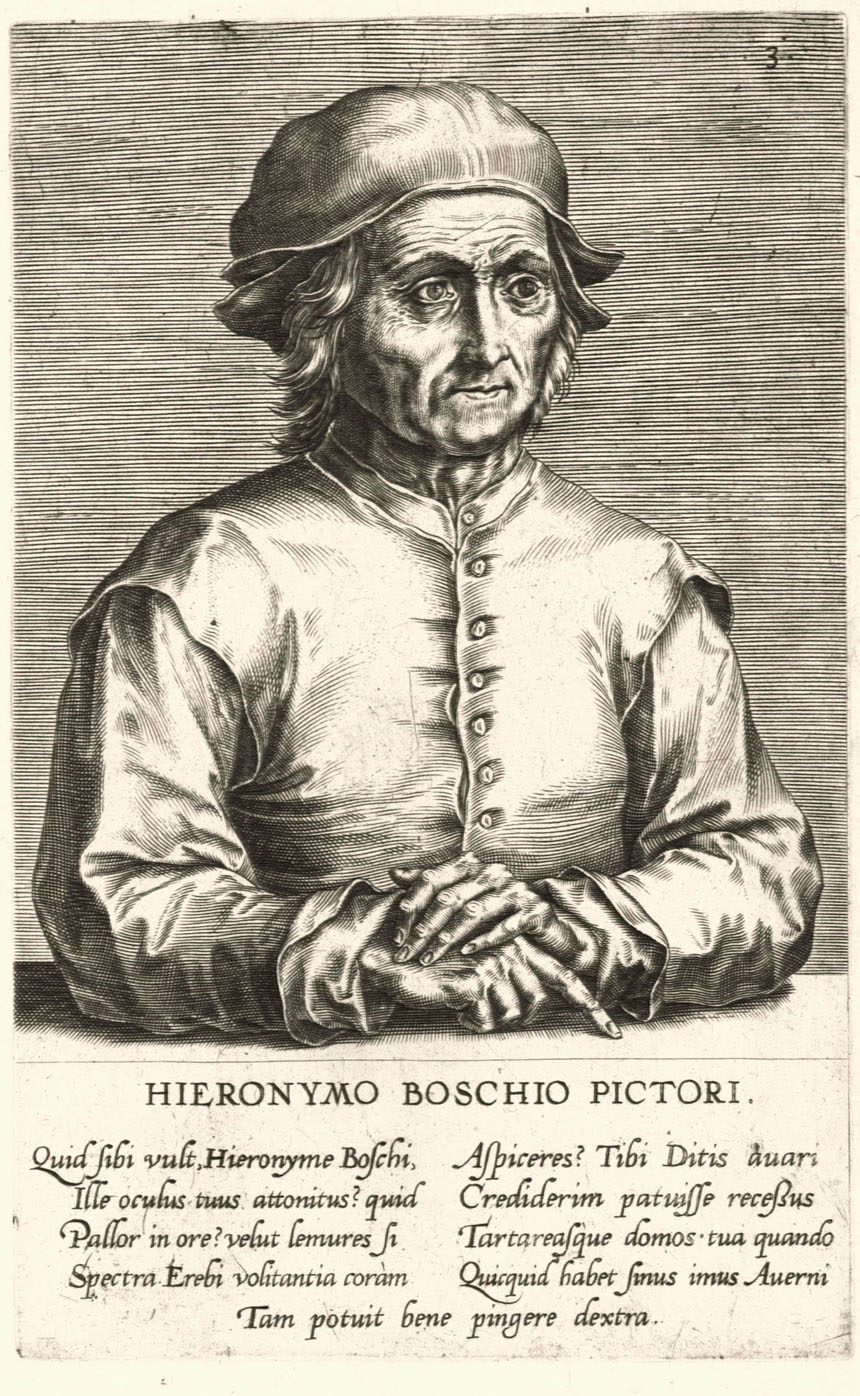
Cornelis Cort (grabador), retrato de Jheronimus Bosch; estampa en Pictorum Aliquot Celebrium Germaniae Inferioris Effigies, Amberes, 1572, con un epigrama latino de Dominicus Lampsonius cuya traducción podría decir: «¿Qué ven, Jheronimus Bosch, tus ojos atónitos? ¿Por qué esa palidez en el rostro? ¿Acaso has visto aparecer ante ti los fantasmas de Lemuria o los espectros voladores de Érebo? Se diría que para ti se han abierto las puertas del avaro Plutón y las moradas del Tártaro, viendo como tu diestra mano ha podido pintar tan bien todos los secretos del Averno».

Jheronimus van Aken (Bolduque, c. 1450-1516), llamado familiarmente Joen y conocido como Jheronimus Bosch o Hieronymus Bosch, en idioma español el Bosco, fue un pintor nacido al norte del Ducado de Brabante, en los actuales Países Bajos, autor de una obra excepcional tanto por la extraordinaria inventiva de sus figuraciones y los asuntos tratados como por su técnica, al que Erwin Panofsky calificó como artista «lejano e inaccesible» dentro de la tradición de la pintura flamenca a la que pertenece.
El Bosco no fechó ninguno de sus cuadros y son relativamente pocos los que llevan una firma que pueda considerarse no apócrifa. Lo que se conoce de su vida y de su familia procede de las escasas referencias que aparecen en los archivos municipales de Bolduque y, en especial, en los libros de cuentas de la cofradía de Nuestra Señora, de la que fue miembro jurado. De su actividad artística tan solo se documentan algunos trabajos menores no conservados y el encargo de un Juicio Final que en 1504 le hizo Felipe I de Castilla. De ninguna de las obras que actualmente se le atribuyen ha llegado documentación producida en vida del pintor y las características de su singular estilo se han podido fijar únicamente a partir de un reducido número de obras mencionadas en las fuentes literarias, todas ellas posteriores a la muerte del pintor y, en algún caso, de dudosa fiabilidad al no distinguirse desde muy pronto las obras genuinas del Bosco de las de sus imitadores. El Bosco adquirió fama aún en vida como inventor de figuras maravillosas y de imágenes llenas de fantasía, y no tardaron en salirle seguidores y falsificadores que harían de sus temas e imaginaciones un verdadero género artístico, difundido también a través de tapices bordados en Bruselas y estampas, muchas de ellas firmadas por Hieronymus Cock.
Felipe II de España, entre los primeros y más insignes coleccionistas de sus obras, pudo reunir un importante número de ellas en el Real Monasterio de San Lorenzo de El Escorial y el Palacio Real de El Pardo. En su entorno surgieron también los primeros críticos e intérpretes de la obra del Bosco. El jerónimo fray José de Sigüenza, historiador de la fundación escurialense, resumió las razones de esa preferencia en la singularidad y profundidad del pintor, características que lo hacían diferente de cualquier otro, pues, según decía:

la diferencia que [...] hay de las pinturas de este hombre a las de los otros, es que los demás procuraron pintar al hombre cual parece por defuera; este solo se atrevió a pintarle cual es dentro.

## Biografía

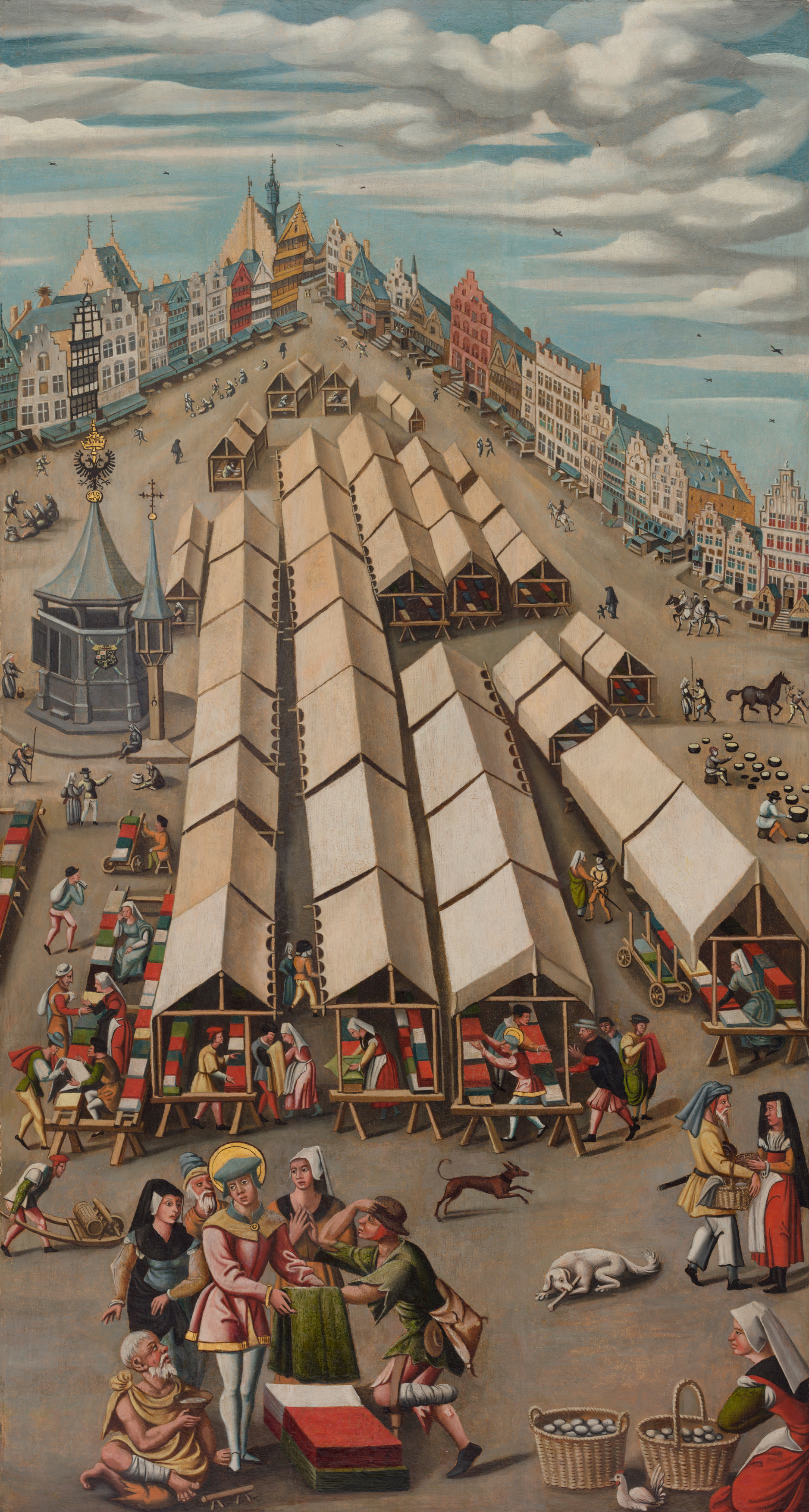
Anónimo, Mercado de telas de Bolduque, hacia 1530, óleo sobre tabla, 126 × 67 cm, Noordbrabants Museum, Bolduque; la séptima casa de la derecha, tras la casa azul, llamada Inden salvatoer, fue la residencia del Bosco y su esposa Aleid van de Meervenne.

Jheronimus van Aken, miembro de una familia de pintores, nació alrededor de 1450 en la ciudad neerlandesa de 's-Hertogenbosch (bosque ducal, en castellano, algo desusado, Bolduque, en francés Bois-le-Duc), capital septentrional del ducado de Brabante en los actuales Países Bajos. De 's-Hertogenbosch, comúnmente llamada Den Bosch, tomó el nombre con el que iba a firmar algunas de sus obras. 
Con algo más de diecisiete mil habitantes en 1496, Bolduque era la segunda mayor ciudad del norte neerlandés, solo por detrás de Utrecht, y una de las mayores ciudades del ducado de Brabante, tras Amberes y Bruselas. El abuelo del Bosco, Jan van Aken (c. 1380-1454) se estableció en Bolduque procedente de Nimega, en el ducado de Güeldres, donde el bisabuelo, Thomas van Aken, había adquirido la ciudadanía en 1404. Si, como se piensa, el apellido Van Aken corresponde a un topónimo de procedencia, la familia debía de proceder de la alemana Aquisgrán (Aachen). Anthonius (c. 1420-1478), padre del Bosco, igual que sus tres hermanos mayores, fue también pintor. Consta que en 1461 recibió el encargo de pintar las puertas del retablo de la Ilustre Hermandad de Nuestra Señora en su capilla de la iglesia de San Juan, lo que no llegó a completar. Un año después adquirió una casa en el lado oriental de la plaza del Mercado, la casa llamada «In Sint Thoenis» donde instaló su taller, dañado en el incendio que asoló la ciudad en junio de 1463. Casado con Aleid van der Mynnen, el matrimonio tuvo tres hijos pintores: Goessen (c. 1444-1498), Jan o Johannes (c. 1448-1499) y Jheronimus, el menor, además de dos hijas llamadas Katharina y Herbertke.
No se tienen datos ciertos de los primeros años de vida del Bosco. La primera noticia documental es del 5 de abril de 1474 cuando en unión de su padre y de sus hermanos mayores testificó en favor de su hermana Katharina en la hipoteca de una casa. Al actuar junto con su padre en un segundo documento del 26 de julio del mismo año, se presume que en tal fecha no habría cumplido aún la edad legal de veinticuatro años que le hubiera permitido actuar con independencia, lo que ha servido de punto de partida para fijar el año de su nacimiento en torno a 1450. Su formación artística hubo de tener lugar en el taller paterno, donde, según las actas fiscales, muerto el padre (1478), continuaron residiendo los dos hermanos mayores con su madre y luego también su cuñada y sobrinos, hijos de Goessen: Johannes, pintor y escultor, y Anthonis, pintor, que mantuvieron abierto el taller al menos hasta 1523. Puesto que no se conocen obras documentadas atribuibles a los restantes miembros de la familia Van Aken, no es posible saber qué enseñanzas recibió, aunque cabe suponer que fuesen las propias de un taller local y provinciano. Tan solo una pintura mural del Calvario con donantes en el coro de la iglesia de San Juan, pintado hacia 1453, pero todavía gótico y ajeno a las novedades flamencas, se ha relacionado con el abuelo, y algunos detalles, como la delgada silueta del cuerpo de Cristo, se encuentran también en la Crucifixión con un donante (Museos Reales de Bellas Artes de Bélgica de Bruselas), pintado por el Bosco hacia 1485, en tanto la escala y disposición de los donantes es similar a la que tuvieron en otra de las obras más tempranas del Bosco: el Ecce Homo de Fráncfort, antes de quedar ocultados bajo repintes.
Las siguientes noticias son ya de 1481. El 3 de enero, «Joen el pintor» vendió a su hermano mayor la cuarta parte que le correspondía de la casa familiar en la plaza del Mercado. Meses después, el 5 de junio, aparece en un documento como marido de Aleid van de Meervenne, propietaria de la casa llamada «Inden salvatoer» en la que se estableció el matrimonio, situada en la más elitista fachada septentrional de la misma plaza del Mercado. Aleid, nacida en 1453, era hija de una acomodada familia de comerciantes con propiedades en casas y tierras en Bolduque y sus alrededores, que aún habían de incrementarse al morir en 1484 su hermano Goyart van de Meervenne y poco más tarde, en 1492, también su hermana Geertrud, establecida en Tiel. El hijo mayor de esta, Paulus Wijnants, vivió algún tiempo con el Bosco y Aleid, que no tuvieron descendencia. Aunque el matrimonio debió de firmar algún tipo de contrato prenupcial por el que Aleid conservó sus bienes a la muerte del Bosco y los pudo transmitir a su sobrino Paulus, heredero de su feudo en Oirschot, el Bosco actuó en algunas transacciones económicas en representación de su mujer y sus cuantiosas rentas le permitieron llevar una vida desahogada, lo que se ha relacionado en alguna ocasión con la libertad de que habría gozado a la hora de elegir sus temas y su orientación artística.

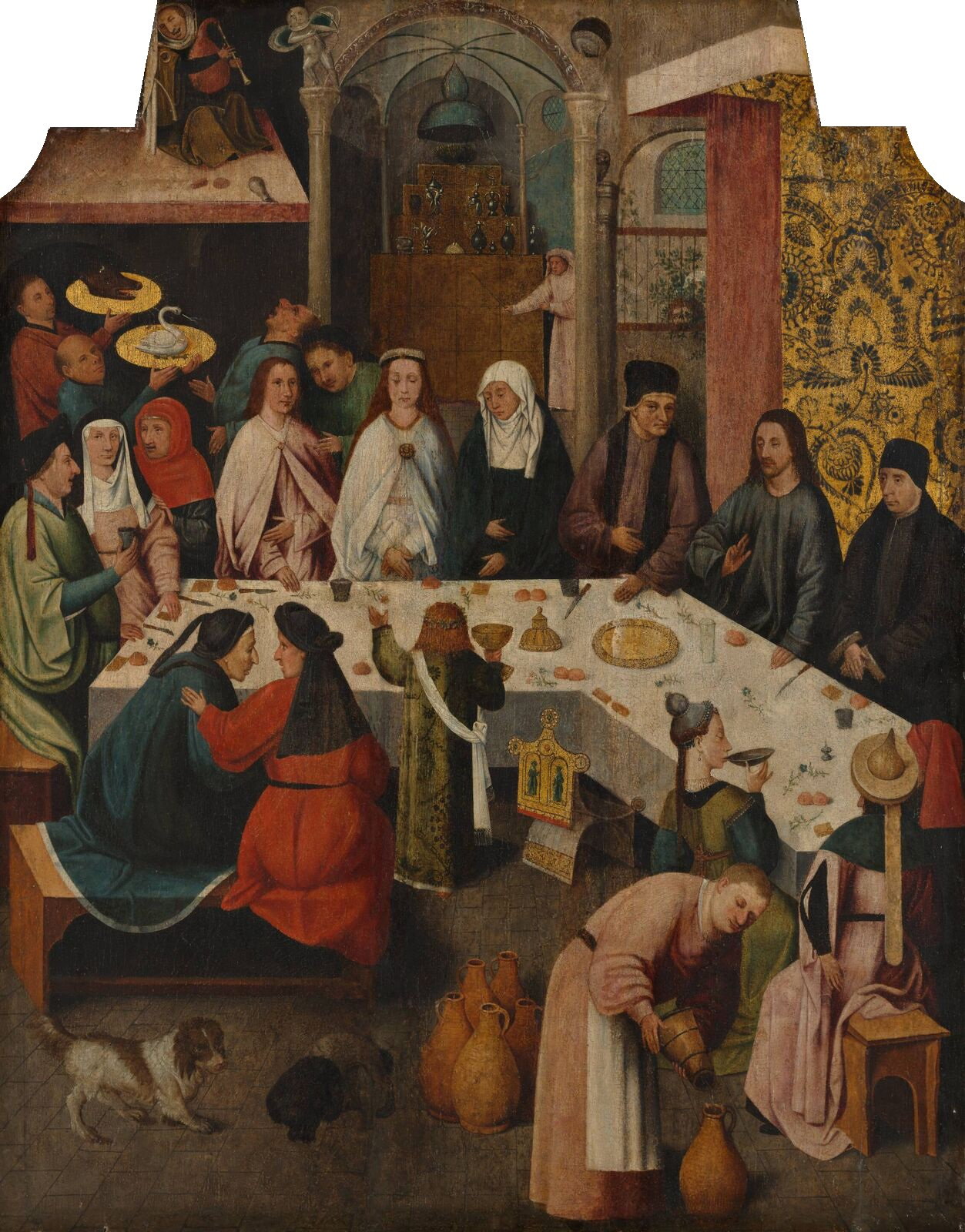
Según el Bosco: Las bodas de Caná, c. 1560 o después, Róterdam, Museum Boijmans Van Beuningen. El sirviente que en segundo término presenta un cisne en una bandeja podría evocar los banquetes del Cisne organizados por la cofradía de Nuestra Señora, de la que el Bosco fue miembro activo.

En el curso 1486-1487 ingresó en la Illustre Lieve Vrouwe Broederschap (Ilustre Hermandad de Nuestra Señora) dedicada al culto a la Virgen y regida por una estricta regla religiosa. La cofradía contaba en 1500 con unos quince mil miembros externos y un número mucho más reducido de hermanos jurados, alrededor de sesenta, inicialmente solo clérigos, y un pequeño número de hermanos cisnes, miembros de las élites urbanas y encargados de proporcionar las aves que se consumían en los banquetes anuales que celebraba la confraternidad en torno a las fiestas de Navidad. «Jeroen el pintor» asistió presuntamente ya como hermano jurado al banquete de Año Nuevo de 1488, según se hizo constar en el acta de la reunión. Aparte del banquete del Cisne, los cofrades institucionales celebraban entre ocho y diez banquetes al año por rotación en las casas particulares de sus miembros. Al Bosco le correspondió organizar el celebrado en julio de 1488, al que asistió el secretario del rey de Romanos, el futuro emperador Maximiliano I de Habsburgo. En 1498 se encargó del banquete del Cisne, esta vez en la sede de la hermandad, y el 10 de marzo de 1509 recibió de nuevo a los hermanos jurados en su casa. Se trataba de una reunión especial, celebrada en Cuaresma, en la que solo se consumió pescado, costeado por el Bosco, y fruta y vino a cargo de la viuda de Jan Back, que había sido burgomaestre de Bolduque, en cuya memoria se celebraba el ágape. Tras asistir a una misa en la capilla de la cofradía, según hizo constar el secretario en el libro de cuentas, los hermanos jurados desfilaron de dos en dos hasta la casa del hermano «Jheronimi van Aken el pintor que se escribe él mismo Jheronimus Bosch».
En mayo de 1498 firmó un poder en favor del concejo de la ciudad para que pudiese cerrar negocios en su nombre lo que, unido a la ausencia de noticias documentales para los años inmediatamente posteriores, ha servido para sostener un viaje a Venecia en torno a 1500 del que no se tiene ninguna prueba. En realidad, las lagunas documentales son constantes en la biografía del Bosco, pero nada indica que se ausentase mucho tiempo seguido de su ciudad natal. Según la calificó un cronista local, Bolduque era en vida del Bosco una «piadosa y agradable ciudad». Aunque dependiente en lo eclesiástico del obispado de Lieja —hasta 1560 no tuvo obispo ni catedral— a comienzos del siglo XVI contaba con una treintena de edificios religiosos, atendidos en 1526 por 930 religiosos y 160 beguinas. En sus cercanías se elevaban además otras diez abadías. El mismo Erasmo de Róterdam había estudiado en ella lenguas clásicas cuando contaba alrededor de diecisiete años, entre 1485 y 1487, si bien su recuerdo del tiempo que había pasado en Bolduque residiendo en un convento de los Hermanos de la Vida Común era muy negativo: «tiempo perdido» según se lee en el Compendium Vitae, escrito quizá por el propio Erasmo, aunque casi por su cuenta había tenido ocasión de leer algún buen libro.
Por lo demás, las instituciones religiosas no eran los únicos clientes con que contaban los pintores. Ciudadanos acomodados y gremios también encargaban obras a los artistas. Orfebres, campaneros y talladores de madera constituían en la ciudad grupos artesanales poderosos, como lo eran también los gremios de los bordadores y de los vidrieros, encargados de proporcionar vitrales de colores a iglesias y monasterios. Algunos de los escasos trabajos documentados del Bosco se relacionan con ellos. Así, en el año contable de 1481-1482, cuando la cofradía de Nuestra Señora encargó un nuevo vitral para su capilla al vidriero local Willem Lombart, el contrato estipulaba que en su ejecución debía tomar como modelo el boceto proporcionado por «Joen el pintor», por el que había cobrado cierta cantidad destinada al papel de lino utilizado para el dibujo. Para los bordadores también proporcionó modelos, como consta por un pago anotado en el curso 1511-1512 por el «esbozo de la cruz» para una casulla azul de brocado. Por los escudos de armas que campean en las tablas laterales del Tríptico de la Adoración de los Magos del Museo del Prado, junto a los donantes y sus santos patronos, hay constancia de que el tríptico le fue encargado por Peeter Scheyfve, deán del gremio de pañeros de Amberes y su segunda esposa, Agneese de Gramme. Altos funcionarios y miembros de la burguesía local, según revelan sus escudos, eran también los comitentes de los trípticos del Ecce Homo (Boston, Museum of Fine Arts) y de las Lamentaciones de Job (Brujas, Groeningemuseum), considerados ambos obras del taller.

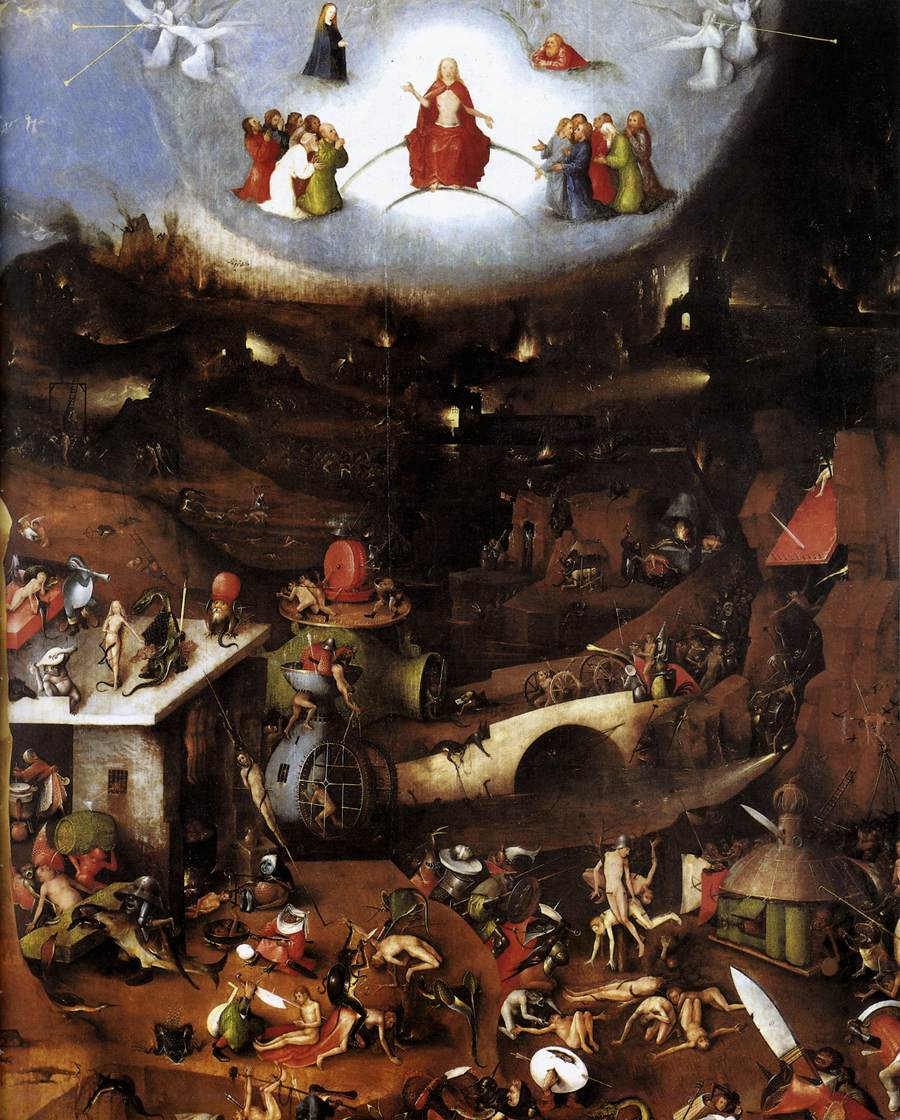
Tríptico del Juicio Final, tabla central, óleo sobre tabla, 164 × 127 cm, Viena, Academia de Bellas Artes.

El encargo más importante recibido por el Bosco del que se tiene constancia documental es el de un Juicio Final de grandes dimensiones por el que en septiembre de 1504 recibió del duque de Borgoña Felipe el Hermoso treinta y seis libras en concepto de anticipo. Ese mismo invierno el duque y su padre, el emperador Maximiliano I de Habsburgo, visitaron Bolduque, pero no hay noticia de que le hiciesen otros encargos y ni siquiera es posible saber si ese Juicio Final fue acabado. Otros encargos documentados tienen un carácter muy menor; así, por ejemplo, en 1487 la Tabla del Espíritu Santo, una institución de caridad, le encargó la pintura de «un nuevo paño en la sala de entrada y un cuerno de ciervo», y en 1491 la hermandad de Nuestra Señora le pagó 18 stuivers por alargar y reescribir el panel con los nombres de los hermanos jurados, habiendo regalado el pintor otro tanto de su trabajo.
El Bosco falleció en los primeros días de agosto de 1516, quizá a consecuencia de una epidemia, aparentemente de cólera, declarada en la ciudad ese verano. El 9 de ese mes se celebraron honras fúnebres por el pintor en la capilla de Nuestra Señora de la iglesia de San Juan, perteneciente a la hermandad, cuyos hermanos, según lo acostumbrado, corrieron con parte de los gastos, cuidadosamente anotados en el libro de cuentas de la cofradía. Además del deán, el diácono y el subdiácono, oficiantes de la misa solemne de funeral, percibieron diversas cantidades por su participación en las exequias los cantores, organista, campanero, pobres congregados ante la capilla y sepultureros y portadores del féretro, como correspondería a un funeral córpore insepulto. El año de muerte viene además confirmado por una lista de los hermanos de la cofradía fallecidos, elaborada entre 1567 y 1575, en la que, entre los fallecimientos del año 1516 se hizo constar: «(Obitus fratrum) Aº 1516: Jheronimus Aquen(sis) alias Bosch, insignis pictor». Años después, en 1742, en el folio 76 recto del álbum heráldico de la cofradía, y bajo un blasón vacío —el Bosco como artesano carecía de escudo nobiliario— una sencilla leyenda explicaba: «Hieronimus Aquens alias Bosch, seer vermaerd Schilder. Obiit 1516» ("Jerónimo Aachen, conocido como Bosch, pintor muy famoso, fallecido en 1516").

## Estilo

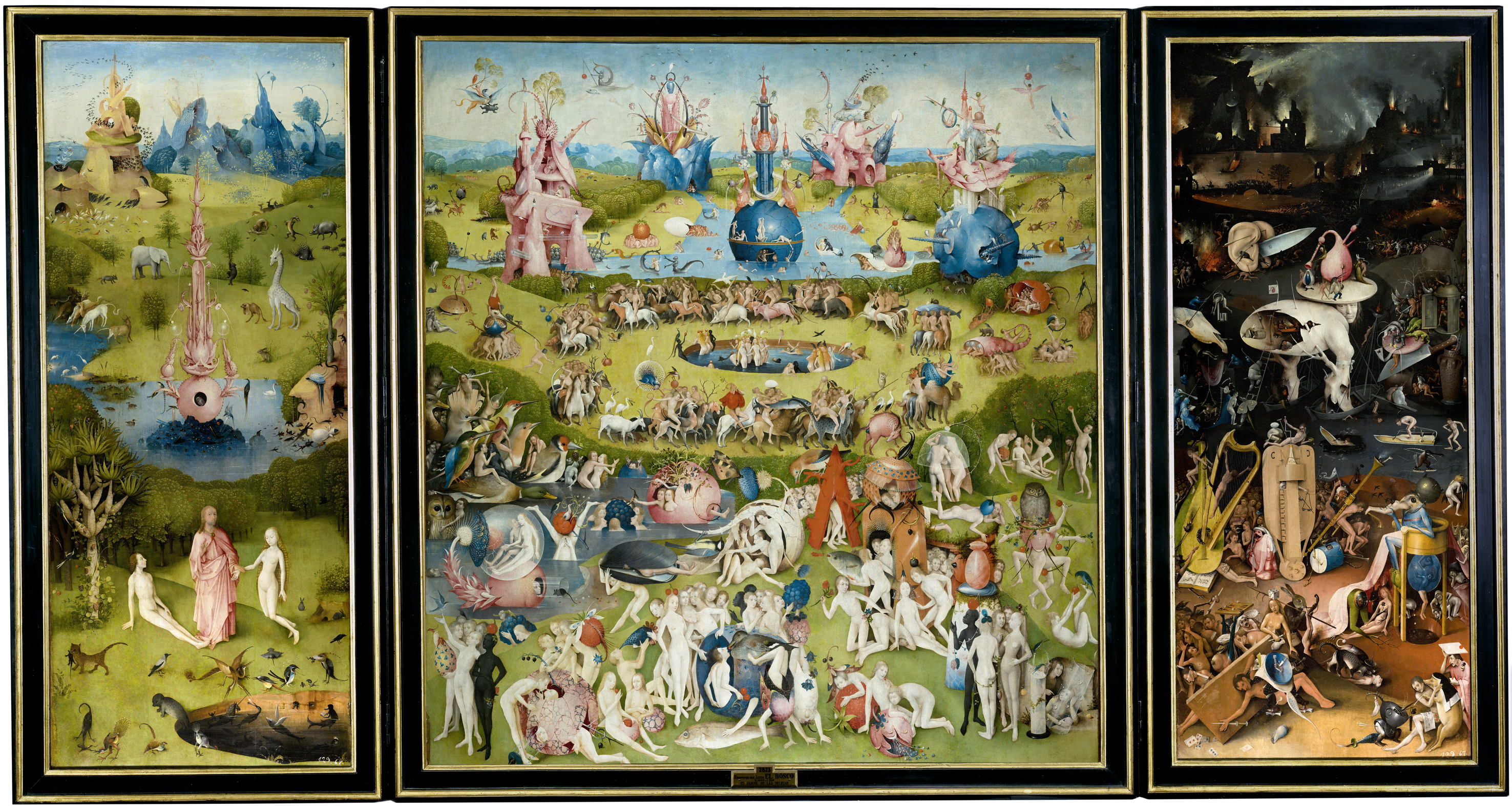
El jardín de las delicias, óleo sobre tabla, 220 × 389 cm, Madrid, Museo del Prado.

«Muy admirado y maravilloso creador de imágenes extrañas y cómicas y de escenas singularmente descabelladas», según escribió en 1567 el viajero italiano Ludovico Guicciardini en su Descrittione di tutti i Paesi Bassi, altrimenti detti Germania inferiore, el Bosco puso su vena satírica al servicio de un discurso moral asentado en la doctrina tradicional de la Iglesia católica, con frecuentes alusiones al pecado, la transitoriedad de la vida y la locura del hombre que no sigue el ejemplo de los santos en su «imitación de Cristo», tal como enseñaban los Hermanos de la Vida Común, muy influyentes en el entorno del Bosco, sin que ello implique una traslación a imágenes de los textos de Geert Grote o Tomás de Kempis.
La pintura del Bosco se inscribe ambiguamente en la tradición flamenca de la que al mismo tiempo se aparta sutilmente en imaginería y técnica. Ya Karel van Mander, fascinado con su pintura, observó que utilizaba capas de pintura tan finas que a menudo dejaba que se viesen los fondos. En algunos aspectos su técnica carecía del refinamiento propio de los primitivos holandeses. Pero esa nueva técnica, que por otra parte no era exclusiva del Bosco, permitía al pintor trabajar más rápido, al secarse antes las finas capas de color, y con menor coste. Sobre una preparación a base de blanco de creta aplicada sobre el soporte, el Bosco dibujaba a pincel y con un material oscuro con algo de carbón en su composición. La reflectografía infrarroja permite estudiar el dibujo subyacente que, a grandes rasgos, puede agruparse en dos tipos. El primer grupo lo forman obras que parten de dibujos esquemáticos y sin apenas modelado, en los que únicamente se señalan las líneas principales y los plegados de las vestimentas. En ellos los cambios sobre la idea inicial se hacen en la fase de aplicación del color, de lo que es ejemplo el San Juan Evangelista en Patmos de Berlín. Un segundo grupo, menos numeroso, al que pertenecen las tablas del desmantelado tríptico del Camino de la vida (La nave de los necios de París, la Alegoría de la intemperancia de New Haven, La Muerte y el avaro de Washington y el Vendedor ambulante de Róterdam) y la Mesa de los pecados capitales (Museo del Prado), presentan un dibujo más acabado, modelado con trazos largos y en algunas zonas paralelos. Tras el dibujo, alguna vez ejecutado en varias fases, la aplicación del color la llevaba a cabo en capas muy finas y a menudo tan solo una. Por fin, con toques precisos y un pincel fino, destacaba detalles y realces de luz.
La principal novedad de la pintura del Bosco, el «camino nuevo» que, según fray José de Sigüenza, habría elegido hacer, radica en la utilización de elementos burlescos y jocosos, «poniendo en medio de aquellas burlas muchos primores y extrañezas». No obstante, ni la introducción de conceptos morales por medio de la sátira ni la creación de imágenes fantásticas constituían verdaderamente novedades absolutas. Se han señalado algunas fuentes icónicas en grabados y drôleries para explicar detalles menores de sus figuraciones. Alguna de esas fuentes iconográficas puede ser la empleada para la jirafa que aparece en el panel del paraíso del Jardín de las delicias (Museo del Prado), tomada del mismo prototipo que sirvió para ilustrar el manuscrito italiano del viaje a Egipto de Ciriaco de Ancona redactado en 1443. También en el Jardín de las delicias se ha advertido la presencia, tras la figura de Adán, de un drago canario, que el Bosco podría haber tomado de un grabado de la Huida a Egipto de Martin Schongauer; además, en la figura monocroma de Dios Padre pintado en las puertas exteriores del mismo tríptico, se ha visto la posible influencia de una xilografía de Michael Wolgemut para el Liber chronicarum de Hartmann Schedel editado en Núremberg en 1493, lo que establecería un término post quem para su pintura. La datación por dendrocronología de la tabla, sin embargo, permitiría retrasar esa fecha a 1480 o aun antes, haciendo del tríptico del Jardín una de las obras más tempranas del Bosco, cuando tradicionalmente se había creído, al contrario, de su última época, lo que ilustra las enormes dificultades que surgen cuando se trata de ordenar la obra del Bosco cronológicamente. En resumen, la originalidad radical del Bosco estriba no tanto en la creación de imágenes fantásticas cuanto en haber recogido una tradición propia de las artes marginales para aplicarla a la pintura sobre tabla, propia de los retablos.

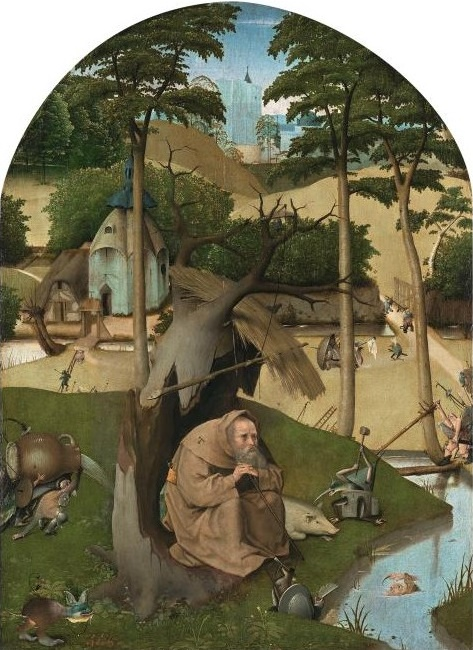
Las tentaciones de san Antonio Abad, óleo sobre tabla de roble, 73 × 52,5 cm, Madrid, Museo del Prado.

El interés por el paisaje es también una característica común a toda su producción, como lo es de Jan van Eyck. Puede ponerlo de manifiesto una obra como la Adoración de los Magos del Metropolitan Museum of Art de Nueva York. Concordantemente datada hacia 1475, entre los primeros trabajos del pintor, la tabla fue tachada por Charles de Tolnay de pastiche precisamente por encontrar incoherente la abundancia de oros y el encaje de las arcaicas figuras en un paisaje de concepción muy moderna, propia de la etapa más avanzada. Es esa importancia del paisaje en la obra del Bosco lo que ha llevado a Bernard Vermet a proponer una ordenación cronológica de la producción bosquiana atendiendo a su evolución. En los extremos se situarían, por una parte, el paisaje «plano, sin perspectiva» y con «tópicos arbolitos» del Jardín de las delicias y, por la otra, los «primorosamente modernos» paisajes del Carro de heno (Museo del Prado) y La tentación de san Antonio del Museu Nacional de Arte Antiga de Lisboa. Considerando la modernidad del paisaje —y la concepción renacentista de la pata de la mesa— la Extracción de la piedra de la locura tampoco podría colocarse entre las obras primerizas del pintor, como habitualmente se ha considerado, aunque, como también admite Vermet, llevar la pintura del Jardín de las delicias a una fecha temprana, en torno a 1480, equivale a suponer una notable precocidad en el pintor. Un protagonismo destacado tiene el paisaje en Las tentaciones de san Antonio Abad del Museo del Prado, que parece haber sufrido algunos cambios desde su concepción original, cuando las copas de los árboles eran menos frondosas y el cielo tenía mayor desarrollo. La elevación de la línea del horizonte empequeñece la figura del santo y anticipa lo que algunos años más tarde haría Joachim Patinir. La datación por dendrocronología de la tabla indica, con todo, que pudo ser utilizada ya en 1464, como las tablas del Jardín de las delicias, y la técnica pictórica a base de capas de color muy ligeras es la propia del Bosco, aunque su autografía haya sido cuestionada.

## Obra
Las lagunas en la documentación hacen que no se pueda atribuir al Bosco ninguna obra con absoluta certeza. Se ha alcanzado, no obstante, cierto consenso en atribuirle entre veinticinco y treinta pinturas, tomando como punto de partida lo que las fuentes escritas le atribuyen de forma coincidente: la creación de un mundo de seres fantásticos y escenas infernales. Pero el temprano éxito de esas escenas, convertidas en género por copistas e imitadores, junto a la ausencia de datos relativos al funcionamiento del taller, hace que resulte difícil distinguir las obras autógrafas de lo que son réplicas del taller o copias, quizá, de originales perdidos.
La fama póstuma de Jheronimus Bosch se extendió, más que por su ciudad natal, donde ninguna de sus obras se conserva, por el sur de los Países Bajos, Italia y, sobre todo, España, donde ya en la colección de la reina Isabel la Católica figuraba una pintura de la Magdalena o de María Egipciaca a él atribuida. Descrita en el inventario post mortem de 1505 como «otra tabla más pequeña [...] que tiene en el medio una muger desnuda con unos cabellos largos las manos juntas y en lo baxo en el cerco dorado un letrero con letras que dize jeronimus», podría tratarse de un regalo de Juana I de Castilla, hija de Isabel y esposa de Felipe el Hermoso, a su hermana Isabel de Aragón. También en España florecieron dos de los primeros críticos e intérpretes de sus obras, de las que proporcionaron interesantes noticias: Felipe de Guevara y fray José de Sigüenza.
Felipe de Guevara, propietario de varias obras del Bosco heredadas posiblemente de su padre, Diego de Guevara, que había sido mayordomo mayor de Felipe el Hermoso, escribió hacia 1560 unos Comentarios de la pintura dirigidos a Felipe II. En ellos, tratando de las creaciones del Bosco, que incluía en el género de las que llamaba pinturas «éticas», que «muestran las costumbres y afectos de los ánimos de los hombres», cargaba contra los numerosos copistas y falsificadores que le habían salido en Flandes, faltos de su prudencia y decoro y sin más ingenio que el de saber hacer envejecer sus pinturas al humo de las chimeneas para hacerlas pasar por antiguas, de modo que eran ya infinitas, según decía, las firmadas falsamente con su nombre:

... Y pues Hyerónimo Bosco se nos ha puesto delante, razón será desengañar al vulgo, y a otros más que vulgo de un error que de sus pinturas tienen concebido, y es, que qualquiera monstruosidad, y fuera de orden de naturaleza que ven, luego la atribuyen a Hyerónimo Bosco, haciéndole inventor de monstruos y quimeras. No niego que no pintase estrañas efigies de cosas, pero eso tan solamente a un propósito que fue tratando del infierno, en la qual materia, quiriendo figurar diablos, imaginó composiciones de cosas admirables.
 Esto que Hyerónimo Bosco hizo con prudencia y decoro, han hecho y hacen otros sin discreción y juicio ninguno; porque habiendo visto en Flandes quan acepto fuese aquel género de pintura de Hyerónimo Bosco, acordaron de imitarle, pintando monstruos y desvariadas imaginaciones, dándose a entender que en esto solo consistía la imitación de Bosco.
 Ansí vienen a ser infinitas las pinturas de este género, selladas con el nombre de Hyerónimo Bosco, falsamente inscripto; en las quales a él nunca le pasó por el pensamiento poner las manos, sino el humo y cortos ingenios, ahumándolas a las chimeneas para dalles mayor autoridad y antigüedad.

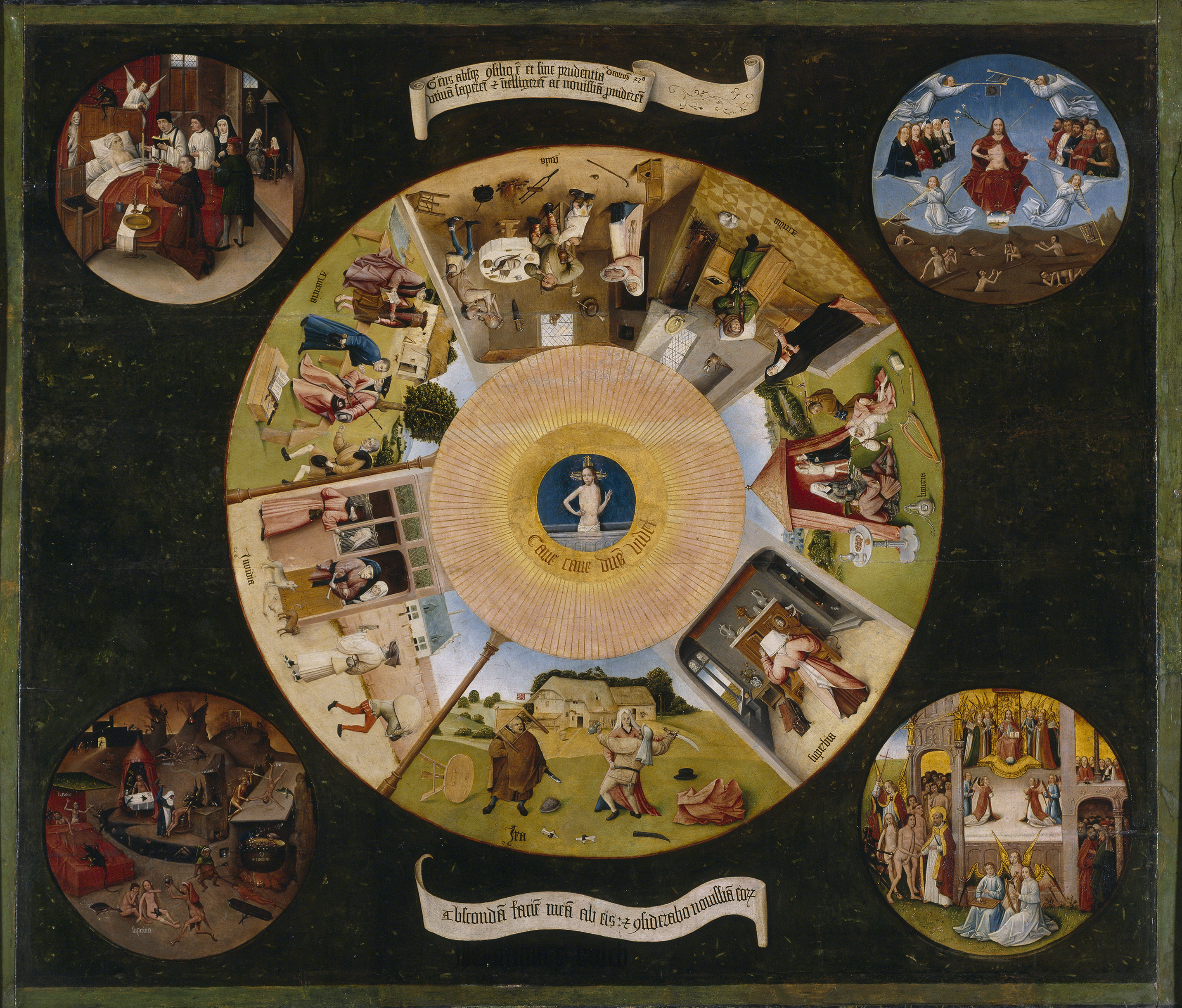
Mesa de los pecados capitales, óleo sobre tabla de chopo, 119,5 × 139,5 cm, Madrid, Museo del Prado.

Guevara, con todo, y aludiendo a la técnica nerviosa y falta de acabado del Bosco, distinguía a uno de esos seguidores, mejor que todos los demás, que firmaba con el nombre del maestro y en todo le imitaba, excepto en el paciente acabado:

...pero es justo dar aviso que entre estos imitadores de Hyerónimo Bosco, hay uno que fue su discípulo, el qual por devoción de su maestro, o por acreditar sus obras, inscribió en sus pinturas el nombre de Bosch, y no el suyo. Esto, aunque sea así, son pinturas muy de estimar, y el que las tiene debe tenellas en mucho, porque en las invenciones y moralidades, fue rastreando tras su maestro, y en el labor fue más diligente y paciente que Bosco, no se apartando del ayre y galanía, y del colorir de su maestro. Exemplo de este género de pintura es una mesa que V.M. [Felipe II] tiene, en la qual en círculo están pintados los siete pecados mortales, mostrados en figuras y exemplos...

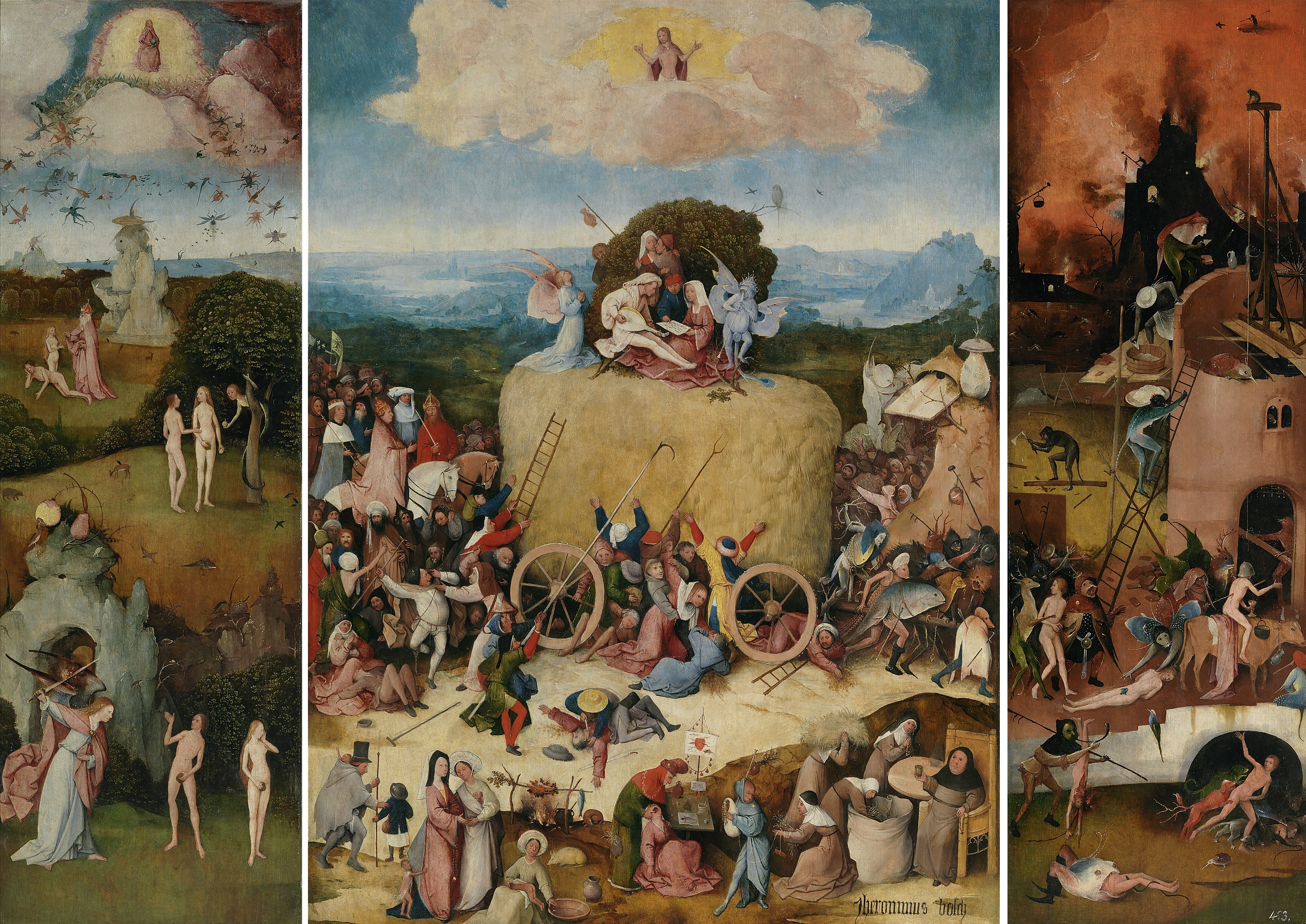
Tríptico del carro de heno, hacia 1512-1515; óleo sobre tablas de roble, 133 × 100 cm, tabla central, 136,1 × 47,6 cm cada una de las laterales, Madrid, Museo del Prado.

Poco después de muerto Felipe de Guevara (1563) el rey Felipe II ofreció a su viuda y a su hijo Ladrón de Guevara, heredero del mayorazgo, la compra de algunas casas y solares en Madrid, junto a la Puerta de la Vega, y varios cuadros de su colección por valor todo ello de 14 000 ducados o 5 250 000 maravedíes. Entre las pinturas que interesaron al rey figuraban diversos lienzos con asuntos mitológicos sin nombre de autor, cuatro tablas con paisajes de Joachim Patinir y «Una tabla de vara y dos terçias de alto, con dos puertas, que abierto todo él tiene de ancho tres varas, y es el Carro de Heno, de Gerónimo Bosco, de su propia mano». El lote incluía además otros cinco lienzos atribuidos al Bosco:

- Un lienço de tres varas de ancho y vara y terçia de alto, que son Dos Çiegos que guía el uno al otro, y detrás una mujer ciega.
- Otro lienço de dos varas de ancho y una de alto, que es una Danza a modo de Flandes.
- Otro lienço de vara y dos terçias de ancho y vara y terçia de alto que/es/Unos Çiegos andan a caza de un puerco jabalí.
- Otro lienço de una Bruja, de vara y terçia de largo y una vara de alto.
- Otro lienço quadrado, Donde se cura de la Locura; por guarnesçer, porque todos los demás están guarneçidos.

El Tríptico del carro de heno volvió a ser descrito prolijamente en el inventario de la primera entrega de obras artísticas al Real Monasterio de San Lorenzo de El Escorial, en 1574:

Una tabla de pintura con dos puertas, en que está pintado de pinzel un Carro de heno que toman del todos los estados, que denota la vanidad tras que anda; y encima del heno una figura del ángel de la guarda y el demonio y otras figuras; y en lo alto de la tabla Dios Padre; y en la tabla de mano derecha la creación de Adán y otras figuras de la misma historia; y en la de mano izquierda el Infierno y las penas de los pecados mortales, que tiene cinco pies de alto y quatro de ancho, sin las puertas: es de Gerónimo Bosqui.

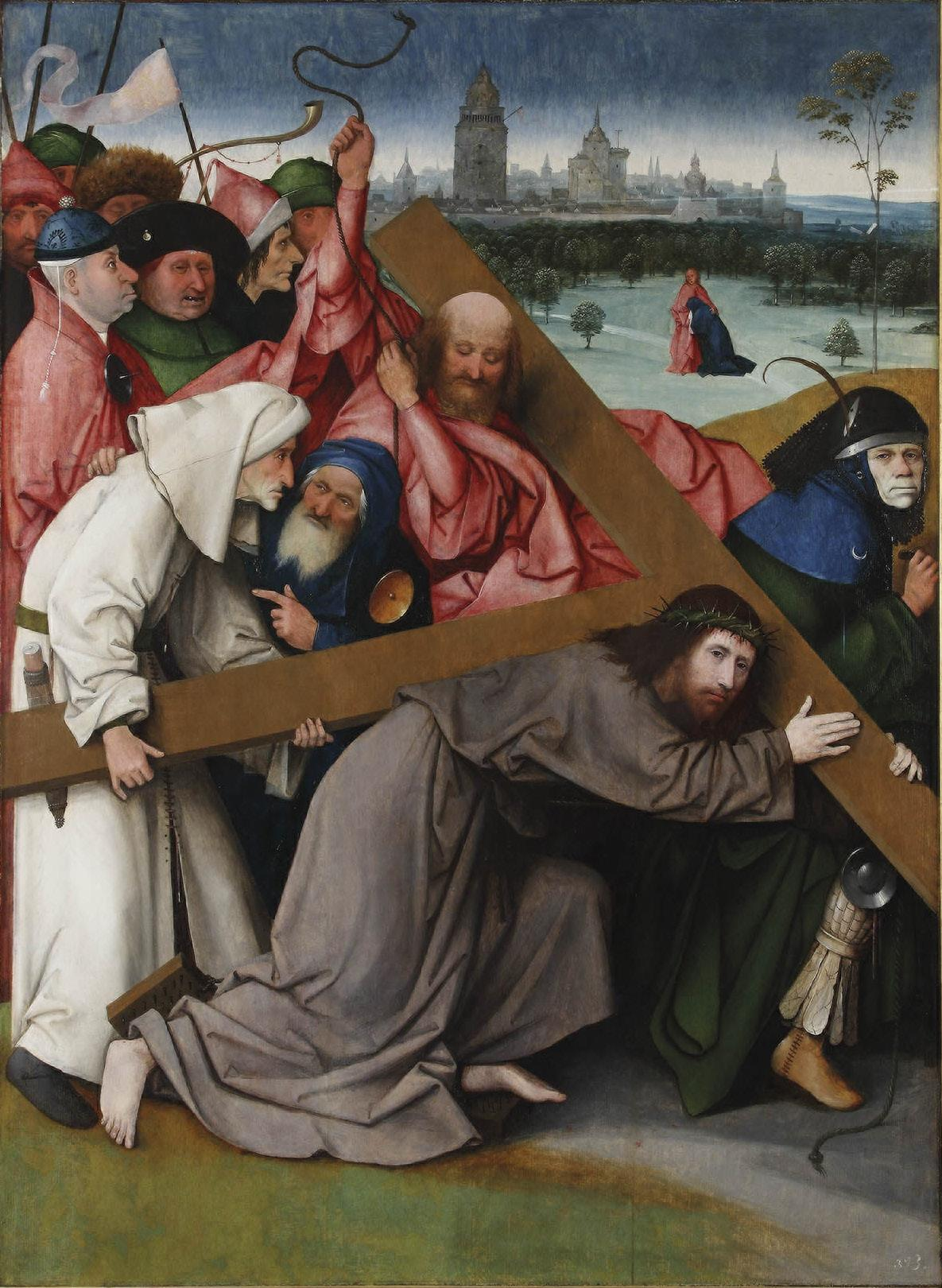
Cristo con la cruz a cuestas, 1505-1507; óleo sobre tabla de roble, 142,3 × 104,5 cm, Patrimonio Nacional, Real Monasterio de San Lorenzo de El Escorial.

Este Carro de heno de Guevara era el segundo que se incorporaba a la colección real, en cuya posesión se encontraba otro ejemplar citado por Ambrosio de Morales. Es probable que el ejemplar de Guevara sea el conservado todavía en El Escorial, ostentosamente firmado en la tabla derecha y, a pesar de lo indicado en el inventario, copia de la versión original, la actualmente guardada en el Museo del Prado. Aunque la datación por dendrocronología del ejemplar escurialense, entre 1498 y 1504 como fechas más tempranas en que pudo ser empleada la madera —1510-1516 para la versión del Prado— junto a la calidad de su ejecución y otros detalles menores, como la jarra sobre la mesa en la que está sentado el monje en la tabla central, que en la versión autógrafa quedó sin dar color, indican que pudo ser réplica hecha en el propio taller del Bosco y no copia tardía.
Otras obras asignadas al Bosco en el documento de la primera entrega de obras al monasterio de El Escorial eran tres versiones de las Tentaciones de san Antonio, de las que solo se ha podido identificar la versión ahora conservada en el Museo del Prado, rematada en medio punto, el tríptico de la Adoración de los Magos (Museo del Prado), que se dispuso en la celda prioral baja, la Mesa de los pecados capitales (Museo del Prado), guardada en los aposentos de Felipe II, y el Camino del Calvario o Cristo con la cruz a cuestas (Monasterio de El Escorial), destinado al capítulo vicarial, obra considerada de autografía segura tras haberse manifestado algunas dudas y de la que se conoce otra versión más amplia y recargada, aunque de figuras menores, en el Kunsthistorisches Museum de Viena.
Los lienzos descritos entre los bienes de los Guevara adquiridos por la corona no se han podido localizar, pero sus asuntos denotan el género de pintura, entre la sátira y la crítica social, con el que se relacionaba la pintura del Bosco. Bien conocido es el tema de la Extracción de la piedra de la locura, ilustración de la incurabilidad de la estupidez humana. Vuelto a describir en el inventario del viejo Alcázar de Madrid de 1600 como «Un lienzo de mano de Hierónimo Bosco, maltratado, pintado al temple, en que hay un surujano [sic, por cirujano] que está curando a un hombre la cabeza», no puede tratarse de la tabla ahora en el Museo del Prado y al parecer propiedad, antes de 1529, del obispo Felipe de Borgoña. La popularidad del tema, muy presente también en la literatura neerlandesa como emblema de la locura, se ilustra por la abundancia de versiones y réplicas directa o indirectamente relacionadas con modelos bosquianos.
Dos Çiegos que guía el uno al otro, ilustración de la parábola evangélica (Mateo, 15,14: «y si un ciego guía a otro ciego, ambos caerán en el hoyo»), pertenece con la Extracción de la piedra de la locura al mismo género que Paul Vandenbroeck ha llamado «literatura de la necedad». Perdido el original, la composición bosquiana puede presumiblemente conocerse por una grabado de Pieter van der Heyden según el Bosco. La ceguera intelectual antes que física, representada en la estampa por dos músicos vagabundos con bordón de peregrinos santiaguistas, aparece así asociada a la mendicidad y al desarraigo, lo que para el Bosco, intérprete de la naciente burguesía neerlandesa, que identificaba sabiduría y virtud, equivalía a la exhibición —y condena— de un comportamiento vicioso, éticamente reprobable. Es el mismo modo de expresarse, mediante una simbolización inversa, que se encuentra en La nave de los necios de Sebastian Brant, otro lugar común de la literatura de la necedad ilustrado por el Bosco en una de las tablas del desmantelado Tríptico del camino de la vida (París, Museo del Louvre).
Los ciegos, objeto de cruel entretenimiento, volvían a ser protagonistas del lienzo que se describía como Unos Çiegos andan a caza de un puerco jabalí. En este caso el original bosquiano también se ha perdido, aunque su composición puede reconocerse en un dibujo de Jan Verbeeck, pintor de Malinas, conservado en la École des Beaux-Arts de París. El conocimiento en España de la composición dibujada por Verbeeck queda bien acreditado por la existencia de una copia del mismo modelo pintada en grisalla en uno de los muros de una casa hidalga localizada en la plaza de San Facundo de Segovia, que fue propiedad de Ana de Miramontes y Zuazola, esposa de Jerónimo de Villafañe, alcaide de los Reales Alcázares en 1565. El pasatiempo, conocido como «apalear al marrano», relacionado con la fiesta de san Martín, se encuentra representado además en otra composición perdida del Bosco, conocida únicamente por San Martín y los pobres, uno de los tapices de la serie llamada Disparates del Bosco, bordada originalmente para el rey de Francia Francisco I (Patrimonio Nacional, Monasterio de El Escorial).
En su Descripción del bosque y Casa Real del Prado (1582) Gonzalo Argote de Molina anotaba la presencia en aquel Real Sitio de ocho tablas del Bosco, «pintor de Flandes, famoso por los disparates de su pintura», entre ellas algunas Tentaciones de san Antonio y la pintura de un «extraño muchacho» nacido en Alemania que a los tres días de nacer aparentaba siete años, «que ayudado con feísimo talle y gesto es figura de mucha admiración». En 1593 se incorporaron al monasterio de El Escorial nuevas pinturas del Bosco, la más importante de ellas El jardín de las delicias ahora en depósito en el Museo del Prado, que el documento de entrega describía como «una pintura en tabla al olio, con dos puertas de la bariedad del mundo, cifrada con diversos disparates de Hierónimo Bosco, que llaman Del Madroño», por uno de los frutos que en ella aparecen. Con el célebre tríptico llegaron al monasterio unas nuevas tentaciones de san Antonio, un Juycio cifrado en disparates y Diversos disparates de hierónimo bosco no identificados, además de la Coronación de espinas con cinco sayones, adquirida junto con el Jardín de las delicias en la almoneda de Fernando de Toledo, hijo natural del gran duque de Alba. Con razón fray José de Sigüenza podía escribir en su historia de la fundación del monasterio de El Escorial, editada en 1605 dentro de su Historia de la Orden de San Jerónimo, que «entre las pinturas de estos alemanes y flamencos, que, como digo, son muchas, están repartidas por toda la Casa muchas de un Jerónimo Bosco».

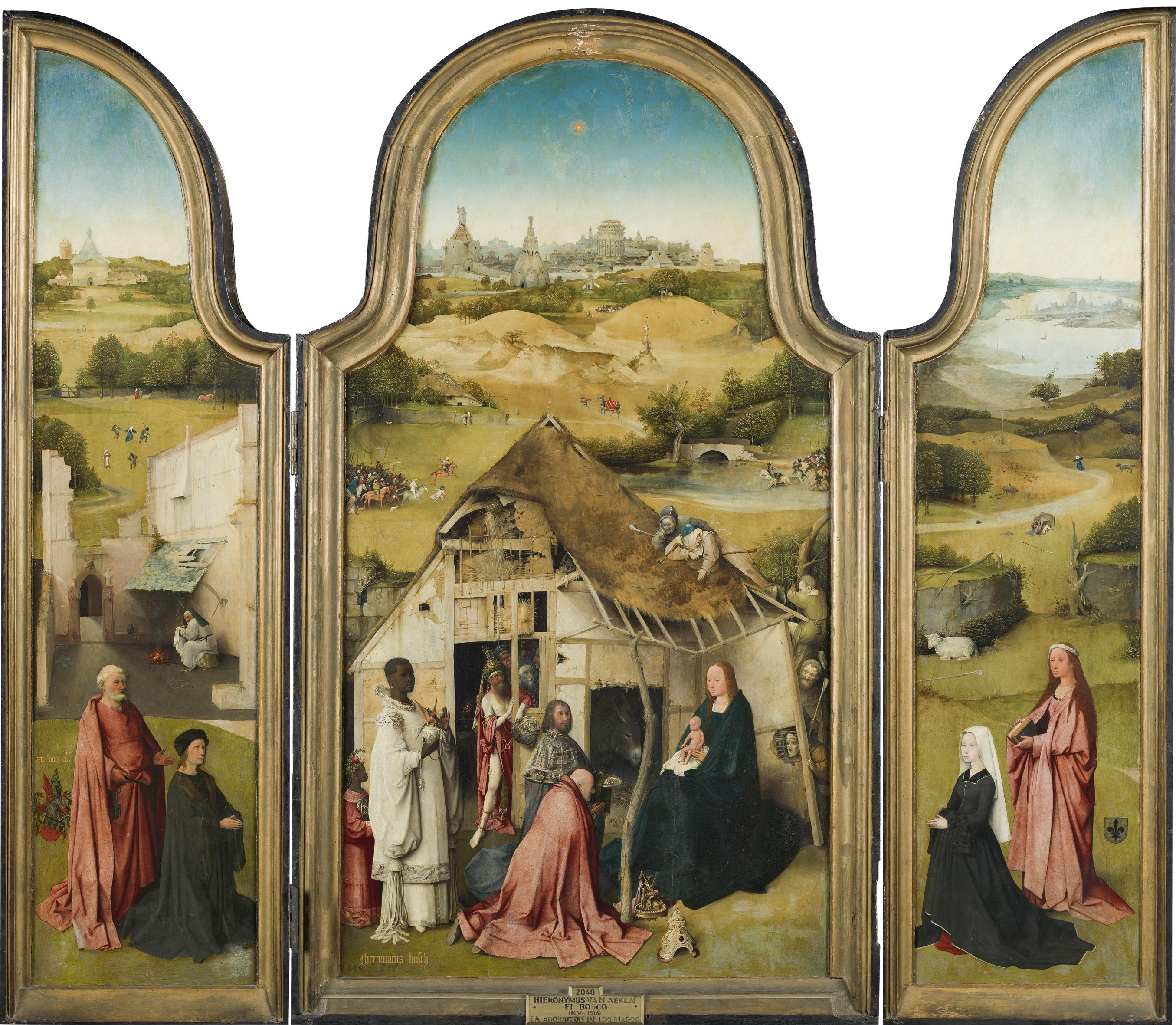
Tríptico de la Adoración de los Magos, óleo sobre tabla, 138 × 138 cm, Madrid, Museo del Prado.

Rechazando la opinión vulgar, que solo encuentra en la pintura del Bosco caprichosas extravagancias, el padre Sigüenza clasificaba en tres géneros sus pinturas, auténticos «libros de prudencia y artificio»: las pinturas devotas, con motivos tomados de la vida de Jesús, como lo eran los temas de la Adoración de los Magos y Cristo con la cruz a cuestas, donde «no se ve ninguna monstruosidad ni disparate», sino el espíritu humilde de los sabios de oriente y la envidia rabiosa de los fariseos contrastada con la inocencia que se manifiesta en el rostro de Cristo; un segundo grupo de pinturas que actúan como espejos para el cristiano, formado por las diversas versiones de las tentaciones de san Antonio, que daban al Bosco ocasión de «descubrir extraños efectos» al representar al santo con rostro sereno y contemplativo, «lleno de paz el alma», entre seres fantásticos y monstruosos, «y todo esto para mostrar que un alma, ayudada de la divina gracia (...) aunque en la fantasía y a los ojos de fuera y dentro represente el enemigo lo que puede mover a risa o deleite vano, o ira y otras desordenadas pasiones, no serán parte para derribarle ni moverle de su propósito»; grupo al que pertenecía también la Mesa de los pecados capitales, con los sacramentos pintados en las esquinas como remedios del pecado, aunque lo allí representado sean en realidad las postrimerías; y un grupo de pinturas de apariencia más macarrónica, en último lugar, pero «de grandísimo ingenio, y no de menor provecho», al que pertenecían los trípticos del carro de heno, fundado en Isaías 40,6: Toda carne es heno y toda su gloria como flor de campo, y El jardín de las delicias, cuyo centro es una fresa o madroñuelo, «que en algunas partes llaman mayotas, cosa que apenas se gusta cuando es acabada». La interpretación de fray José de Sigüenza del Jardín de las delicias, cuando faltaban más de dos siglos para que el tríptico empezase a ser conocido por ese nombre es, desde luego, la primera y plenamente vigente de las interpretaciones que se han dado para una obra considerada de las más enigmáticas de la historia de la pintura. El desconocimiento de las circunstancias en que tuviese lugar el encargo y las fechas de su ejecución, así como la personalidad del cliente y su destino original, dificultan la comprensión de unas imágenes que se presumen simbólicas. Se ha pensado que pudo ser encargado hacia 1495 por Enrique III de Nassau o, más probablemente, por su tío, Engelbrecht II, consejero del duque Felipe el Hermoso, con destino a su palacio de Coudenberg en Bruselas, pues allí lo habría visto el 30 de julio de 1517 Antonio de Beatis, secretario del cardenal Luis de Aragón, en su visita a los Países Bajos. La descripción que dejó De Beatis del jardín, si de él se trataba, es, de todos modos, bastante imprecisa y como hecha de memoria, primando el carácter lúdico de lo representado, pues, lo que decía haber visto en su recorrido, sin nombrar a su autor y entre «bellisime picture» mitológicas, eran: 

algunas pinturas [tavole] de cosas diversas y extravagantes, que representan mares, cielos, bosques, campos y muchas otras cosas, unos que salen de un mejillón marino, otros que son defecados por grullas, mujeres y hombres blancos y negros en diversas acciones y posturas, aves y animales de todas clases y con gran naturalidad, cosas tan agradables y fantásticas que no es posible describirlas para quienes no tengan conocimiento de ellas.

En mayo de 1568 el Jardín fue confiscado por el duque de Alba a Guillermo de Orange, descendiente de los Nassau y cabecilla de la rebelión protestante de los Países Bajos. A ello puede deberse la defensa de su ortodoxia que hizo fray José de Sigüenza, una ortodoxia que solo ha sido puesta en duda más tarde por Wilhelm Fraenger, que hizo del Bosco un adepto de la secta de los adamitas, y algún otro defensor de enfoques «alternativos», a los que la crítica ha prestado escasa credibilidad.
La relación de los Nassau con la pintura del Bosco se comprueba también a través de Mencía de Mendoza (1508-1554), marquesa del Zenete y tercera esposa de Enrique III de Nassau. Mujer rica y culta, cercana al erasmismo, con quince años fue casada con Enrique de Nassau, con quien vivió en Flandes entre 1530 y 1533 y entre 1535 y 1539. En su palacio de Breda trabajaron entre otros Jan Gossaert y Bernard van Orley, que en 1532 pintó una completa galería de retratos por encargo de doña Mencía. Viuda, en 1541 contrajo segundas nupcias con el duque de Calabria y se instaló con él en Valencia, desde donde se mantuvo en contacto con Flandes a través de Gylles de Brusleyden, fundador del colegio trilingüe de Lovaina, que fue también su asesor artístico, y Juan Luis Vives. Doña Mencía reunió una importante colección de obras de arte, entre las que destacaban los tapices, pero también buen número de pinturas, muchas de ellas vendidas en almoneda pública en Valencia seis años después de su muerte. Tres de ellas, según el inventario hecho en 1548, se atribuían a «Jerónimo Bosque»: 

yten otra pintura de jerónimo bosque de un viejo y una vieja con una guarnision de madera a la redonda el viejo con una sesta de huevos en la mano/ es de lienço 
yten otra pintura de jerónimo bosque de la torre de babilonia tiene de alto/ es de lienço
yten otra pintura de jerónimo bosque de san joan evangelista tiene un cáliz en la mano tiene de alto una vara y tres palmos y de ancho una vara y un palmo/ es de lienço

En su capilla funeraria del antiguo convento de Santo Domingo, para la que había encargado una serie de ocho tapices llamada de las muertes sobre diseños de Van Orley, su heredero, Luis de Requesens, hizo colocar el Tríptico con escenas de la Pasión de Cristo o de los Improperios, con la Coronación de espinas en la tabla central, obra de un discípulo o seguidor del Bosco (Museo de Bellas Artes de Valencia).

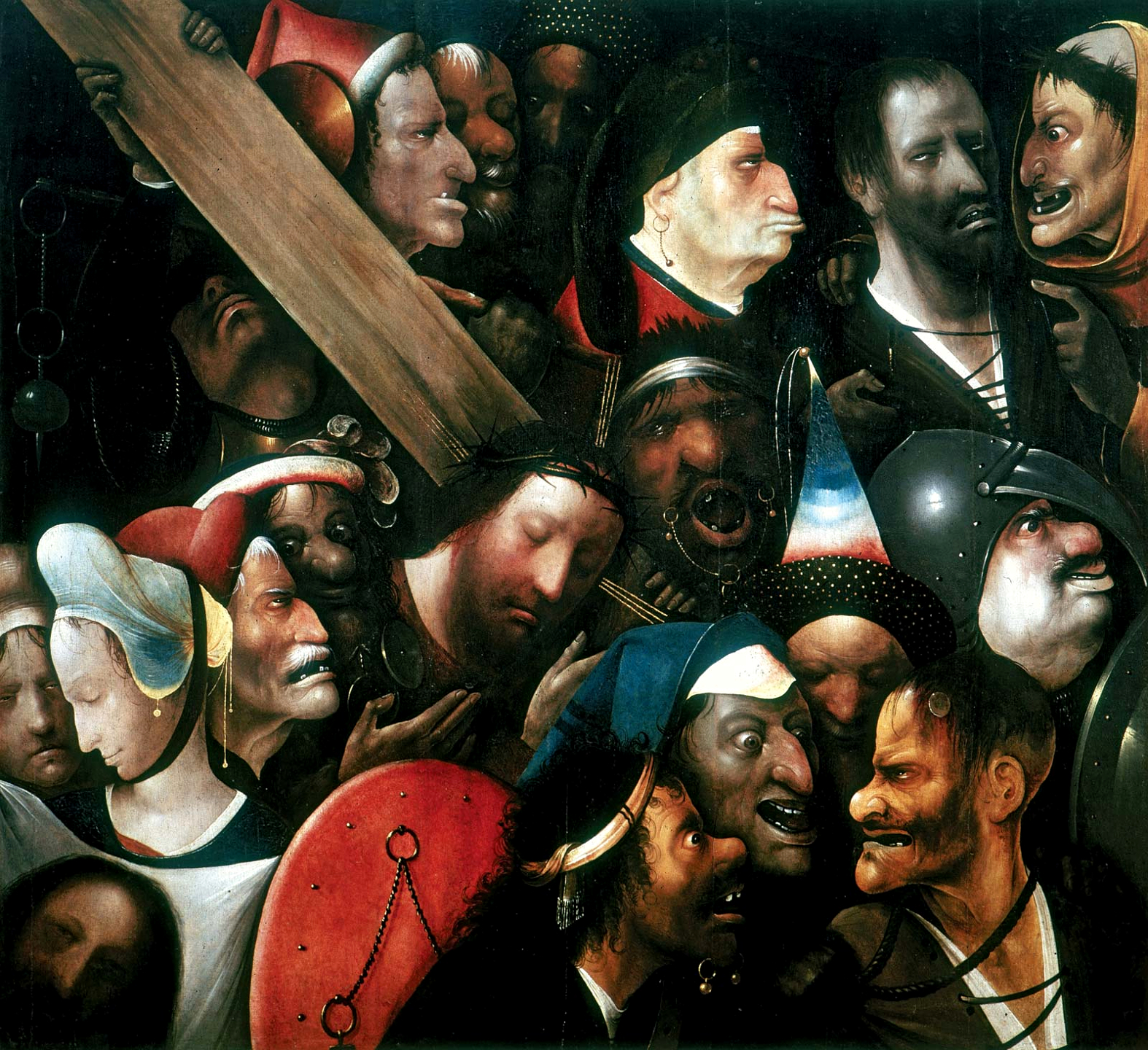
Cristo con la cruz a cuestas, óleo sobre tabla, 76,8 × 83,1 cm, Gante, Museum voor Schone Kunsten.

Tan solo un año antes de la publicación de la Historia de la Orden de San Gerónimo de Sigüenza salió a la luz la vida de Ieronimus Bos escrita por Karel van Mander, recogida con las restantes vidas de pintores italianos y flamencos en su Schilder-boeck. Van Mander, que reconocía ignorar las fechas de nacimiento y muerte del Bosco, pero le tenía por verdaderamente antiguo, ofreció una ajustada descripción de su técnica, notablemente diferente de la practicada por sus contemporáneos al servirse de tintas ligeras y transparentes aplicadas, según explicaba, en manchas compactas y «a menudo con la primera pincelada de óleo, lo que no impedía que sus obras resultasen muy bellas». En cuanto a los temas tratados, citaba los versos de Dominicus Lampsonius y abundaba en la presencia en su pintura de «espectros y monstruos infernales cuya contemplación resulta ser mucho más terrorífica que agradable». Sin embargo, con lo que actualmente se conoce de la pintura del Bosco, no es posible saber cuáles de sus cuadros llegó a ver Van Mander. Ni la Huida a Egipto con un oso bailando, que al parecer vio en Ámsterdam, ni el Monje santo discutiendo con los herejes que se encontraba en casa de un aficionado de Haarlem, presumiblemente la «prueba del fuego» con santo Domingo de Guzmán enfrentado a los predicadores albigenses, ni el Infierno con el descenso de Cristo al Limbo, se pueden relacionar con ninguna de las obras ahora conocidas, y el Cristo con la cruz a cuestas en el que «se nos presenta un pintor más serio de lo que en él es habitual», es un tema que se repite tanto en la producción del Bosco (El Escorial, Viena) como en la de sus seguidores (Gante, Museum voor Schone Kunsten).

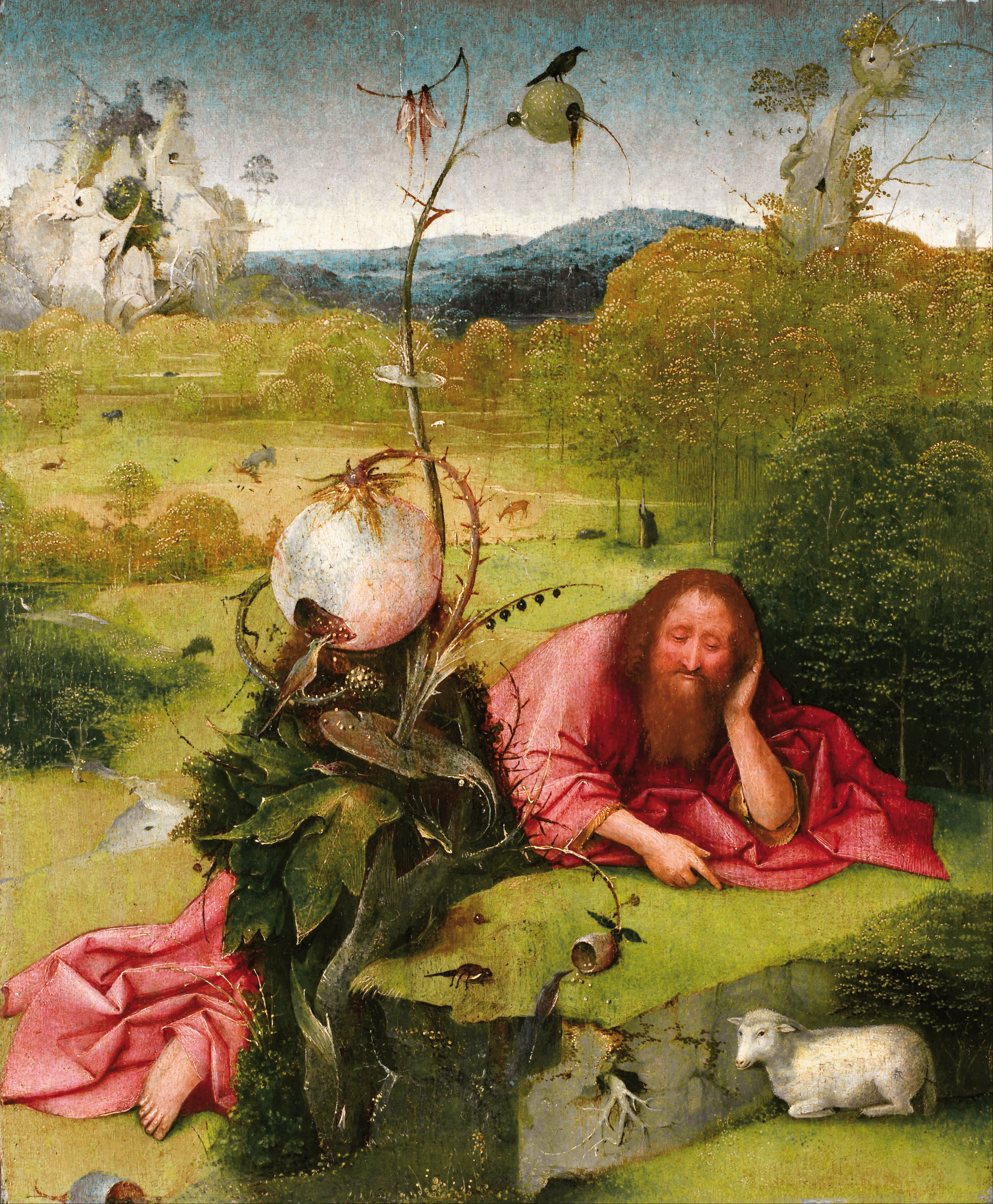
San Juan Bautista en meditación, óleo sobre tabla de roble, 48 × 40 cm, Madrid, Museo Lázaro Galdiano.

Descripciones tardías del interior de la iglesia de San Juan de Bolduque, con sus muchos retablos «dignos de compararse con la escultura de Praxíteles y la pintura de Apeles», sugieren que alguno de ellos pudo ser pintado por el Bosco, aunque la documentación conservada menciona exclusivamente a su padre, Anthonius, y a su hermano mayor, Goossen, y únicamente en relación con el inacabado altar mayor. En 1548 el entonces príncipe Felipe II visitó la iglesia. El cronista del felicísimo viaje, Juan Calvete de Estrella, refiere que allí el príncipe admiró sus cuarenta altares, pero solo describe un reloj que tenía, junto a una Adoración de los magos, un Juicio Final, con un cielo y un infierno «que es cosa de admiración y pone religión y temor en los ánimos». Si en tal ocasión no se hizo mención de ninguna obra del Bosco, antes de que en 1629 la ciudad fuese ocupada por los protestantes holandeses, una crónica local decía de los altares del coro y de la capilla de la hermandad de Nuestra Señora que se adornaban «con escenas hechas conforme al arte extraordinario de Hyeronimus Bosch». Lo pintado era, en el primero de los dos altares citados, la creación del mundo en seis días, para Koldeweij posiblemente una copia del Jardín de las delicias del Prado, y en las alas del segundo Abigail con David y Betsabé y Salomón, que en realidad parecen haber sido pintadas entre 1522 y 1523 por Gielis Panhedel, pintor de Bruselas. Además, las puertas del retablo de San Miguel, con las historias de Ester y Judit, podrían ser también del Bosco, según la citada crónica, junto con una Adoración de los reyes en la capilla de la imagen milagrosa. Los esfuerzos que se han hecho para identificar algunas de estas pinturas no han sido concluyentes. El más elaborado intento de relacionar algunas de las obras actualmente conservadas con las mencionadas en la iglesia de San Juan es la interpretación formulada por Jos Koldeweij de la composición primitiva del retablo mayor de la hermandad. Según esa interpretación, y aunque la documentación no mencione sus asuntos, de ese retablo habrían formado parte el San Juan Bautista del Museo Lázaro Galdiano de Madrid y el San Juan en Patmos de los Museos Estatales de Berlín, caras interiores de las puertas de una caja con esculturas que se localizaría en el cuerpo superior o ático del retablo de escultura. La tesis, aceptada por los integrantes del Bosch Research and Conservation Project (BRCP), ha sido vigorosamente contestada por Stephan Kemperdick, conservador del museo berlinés, por razones cronológicas —la tabla de Berlín no pudo pintarse antes de 1495— e iconográficas. El reverso pintado con escenas de la Pasión en falsa grisalla dentro de una esfera traslúcida, a modo de globo terráqueo, de modo semejante a como se encuentra en las puertas exteriores del Jardín de las delicias, pero, al contrario que en estas, con la esfera completa en una sola tabla, hace improbable una segunda esfera similar en el reverso de la tabla del Museo Lázaro Galdiano, en el que, por otro lado, no se advierten indicios de haber estado nunca pintado.
La presencia de obras del Bosco en Italia —dos trípticos y un políptico, todo ello en Venecia— es muy antigua, pero los testimonios escritos que han dejado son enormemente escasos. Relacionadas con el hipotético viaje del pintor a Italia, algunas de ellas pudieran encontrarse en poder del cardenal Domenico Grimani ya en 1521, cuando visitó su valiosa colección el humanista Marcantonio Michiel. Entre otras pinturas flamencas que describió en su Notizia d'opere di disegno Michiel encontró interesantes por la suave factura de su pintura al óleo, tres obras con atribución a Ieronimo Bosch: «La tela dell'Inferno, con la gran diversità de monstri», la «tela delli Sogni» y la de la Fortuna con la ballena que se tragó a Jonás.

Tríptico de santa Wilgefortis, óleo sobre tabla de roble, Venecia, Gallerie dell'Accademia.

Aun cuando Michiel hablaba de lienzos y no de tablas, los dos primeros —Sueño e Infierno— se han relacionado con las cuatro tablas con quimeras y escenas de brujería citadas por Antonio Maria Zanetti en su Descrizione di tutte le pubbliche pitture della cità di Venezia de 1733, localizadas en el tránsito a la sala del Consejo del Palazzo Ducale, si bien Zanetti se las atribuía al Civetta, como era conocido en Italia Herri met de Bles. Estas, a su vez, se identifican con los cuatro postigos conocidos ahora como Visiones del Más Allá: El Paraíso terrenal, La ascensión al Empíreo, La caída de los condenados y El Infierno (Venecia, Gallerie dell'Accademia, en depósito en el Palazzo Grimani). También se debe a Zanetti la primera noticia del Tríptico de los santos eremitas, localizado en 1733 como las restantes obras venecianas del Bosco en un corredor del palacio de los dogos. Con él se encontraba el Tríptico de santa Wilgefortis (Venecia, Gallerie dell'Accademia), al que ya había aludido Marco Boschini en Le ricche minere della pittvra veneziana, 1664, como martirio de una santa en la cruz con muchas figuras, deteniéndose en particular en una figura desmayada al pie de la cruz, que atribuía a un tal Girolamo Basi. La identificación de la mártir crucificada con santa Wilgefortis, a la que según la leyenda creció la barba, se acredita por las dudas de Zanetti, que en 1733 rectificaba doblemente a Boschini al sostener que se trataba de un santo coronado, no de una santa, y no de Girolamo Basi, sino de «Girolamo Bolch, como vedesi scritto in lettere Tedeschi bianche», para rectificarse nuevamente en la segunda edición de su guía de 1771, cuando entendía que lo representado era «la crocefissione d'un Santo o Santa martire».
También de Venecia podría proceder el Tríptico del Juicio Final de Brujas, presumiblemente localizado en 1845 en la colección reunida en Raixa (Mallorca) por el cardenal Despuig, colección formada en buena parte en Italia. Subastado por sus herederos en París en 1900, el tríptico se encontraba desmontado y pegadas las puertas laterales en una sola tabla, según la Noticia histórico-artística de los Museos del eminentísimo señor cardenal Despuig existentes en Mallorca de Joaquín María Rover, donde se recogían con los números 111 y 123 las tablas tituladas El infierno y El infierno y el mundo con atribución a «Bosch», de quien decía Rover que, «aunque de apellido mallorquín, nació en Bois-le-Duc, en Holanda, a mediados del siglo XV: pasó gran parte de su vida en España, donde se cree que murió». Algunos detalles de la descripción proporcionada por Joaquín María Rover, como el «barco original y de figura misteriosa, en cuya proa algunos ángeles alineados, confundiendo las puntas de sus alas, tocan largas trompetas», como se ve en la puerta izquierda del tríptico de Brujas, permitirían confirmar esa procedencia y la presencia de elementos bosquianos tomados de este tríptico en la obra de Giovanni Girolamo Savoldo, activo en Venecia desde 1521.
En Portugal las primeras noticias de obras del Bosco aparecen en relación con el humanista Damião de Goes y su proceso inquisitorial. Con poco más de veinte años, en 1523, llegó a Flandes como escribiente de la factoría comercial portuguesa y conoció a Erasmo, que en 1534 le hospedó en su casa de Friburgo durante cuatro meses. Establecido en Amberes, viajó por el norte de Europa, cumpliendo un encargo de la Corona portuguesa, y en 1531 se encontró en Wittenberg con Lutero y Melanchton. Cursó estudios en las universidades de Santiago de Compostela, Padua y Lovaina, donde en 1542 fue hecho prisionero por los franceses, atacantes de la ciudad, y liberado por la mediación del rey Juan III de Portugal. Regresó a Portugal en 1545 y en septiembre de ese mismo año, en Évora, fue denunciado ante el tribunal de la Inquisición por Simão Rodrigues, uno de los fundadores de la Compañía de Jesús, a quien había conocido en Padua. Sin embargo, no será hasta 1571 cuando se le detenga y procese, siendo condenado el 16 de diciembre de 1572 por haber buscado el encuentro con Lutero y Melanchton y, como luterano, haber dudado del valor de las indulgencias y de la confesión auricular, aunque luego se arrepintiese de ello.
En su descargo, a los diez meses de su detención, con protestas de buen católico, Goes presentó a los inquisidores un papel en el que recordaba algunas cosas que había dado a las iglesias del reino de 1526 en adelante, y entre ellas, destacando su elevado precio, pero también la novedad de su invención, citaba «um painel em que está pintada a coroaçao de Nosso Senhor Jesus Cristo, peça que vale muito dinheiro, pela perfeição, novidade e invenção da obra, feita por Hieronimo Bosch», que había donado a la iglesia de Nuestra Señora de Várzea de Alenquer, donde quería ser enterrado, a la que también había regalado un valioso tríptico con la Crucifixión que atribuía a Quentin Massys.

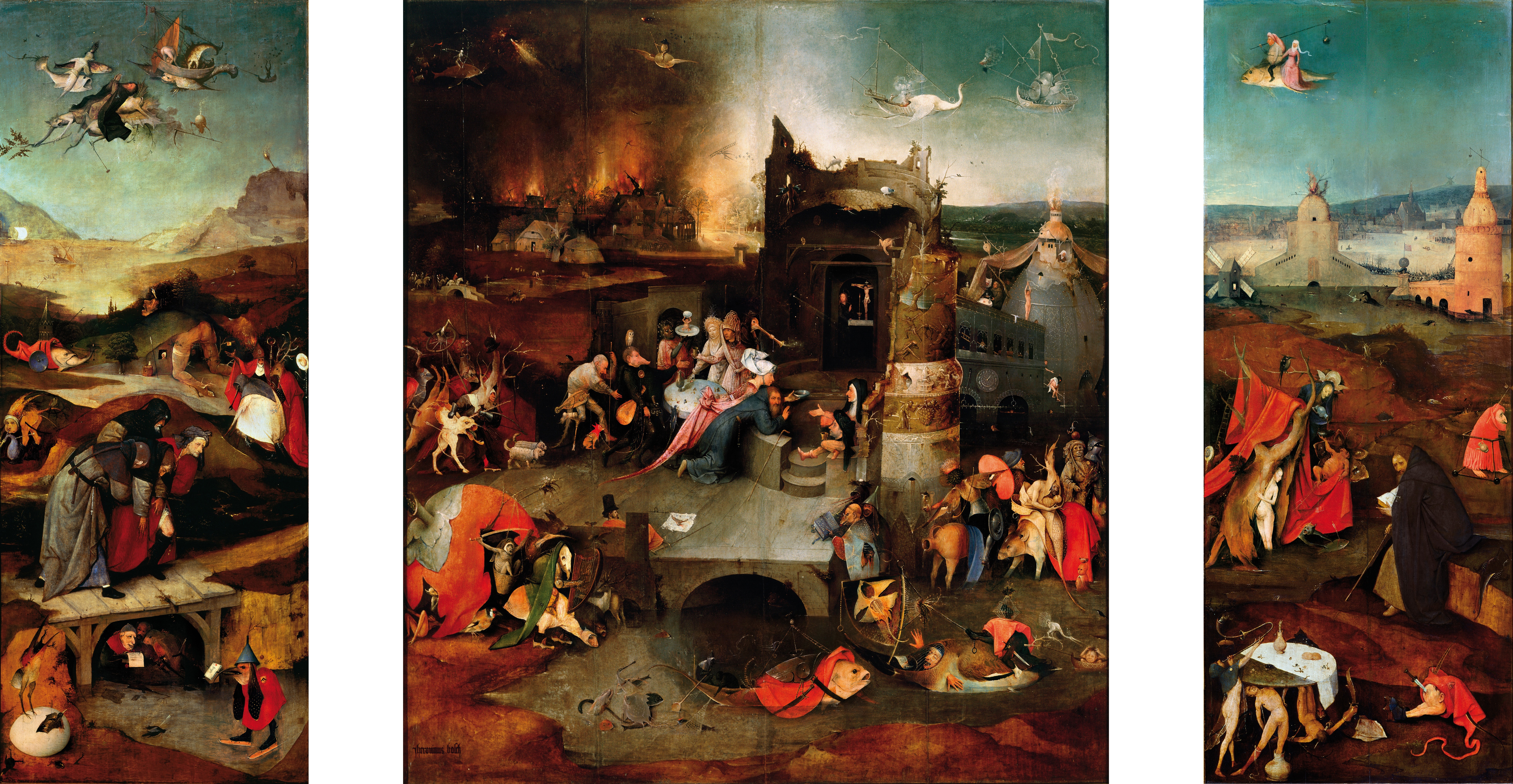
Tríptico de las tentaciones de san Antonio Abad, óleo sobre tabla de roble, 131,5 × 111,9 cm, tabla central, 131,5 × 53 cada una de las laterales, Lisboa, Museu Nacional de Arte Antiga.

Como, no obstante, el 30 de mayo el fiscal dijese tener nuevas pruebas que demostrarían la poca veneración que el reo tenía por las imágenes sagradas, protestó que era muy devoto de ellas, de las que en su escritorio tenía muchas y que habían ido a verlas los propios reyes, además de que a la reina, Juana de Austria, le había regalado también dos retablos, a lo que agregó, en el memorial de descargo que presentó el 16 de junio, otras dos tablas, una de las tentaciones de Job y otra con las tentaciones de san Antonio que había regalado al «nuncio Monte Polusano», más tarde cardenal Giovanni Ricci de Montepulciano, nuncio en Portugal de 1545 a 1550, «que me custaran perto de duzentos cruzados, pintados da mão do grande Jerónimo Bosque, as quais me mandou cometer por João Lousado e João Quinoso que lhe vendesse. E eu lhos mandei em presente». Tanto la Coronación de espinas (Londres, National Gallery y El Escorial) como las Tentaciones de Job (Brujas, Groeningemuseum), son temas bien conocidos de la producción del Bosco y sus seguidores, aunque el rastro de las tablas que pertenecieron a Goes se ha perdido y no podrían relacionarse directamente con ninguna de las conservadas. Del mismo modo, no parece que se pueda identificar la tabla de las Tentaciones de san Antonio regalada al nuncio de Roma con el tríptico ahora conservado en el Museu de Arte Antiga de Lisboa, una de las piezas más copiadas e imitadas de la producción bosquiana de la que, sin embargo, no se tienen noticias anteriores a 1882, cuando Carl Justi pudo verla en el palacio de Ajuda, dentro de la colección de Luis I, del que pasó al palacio das Necessidades, residencia de Carlos I y, tras la proclamación de la República, al museo lisboeta en el que ingresó en 1913.

## Interpretaciones

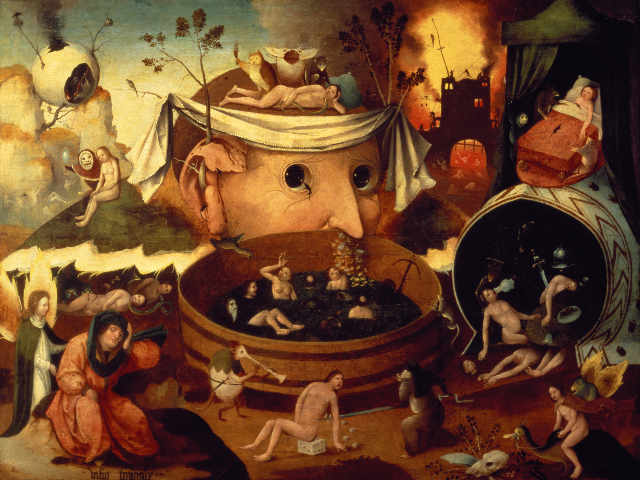
Seguidor del Bosco: La visión de Tundal, óleo sobre tabla, 54 x 72 cm, Madrid, Museo Lázaro Galdiano.

Del mismo modo que Guicciardini o Lampsonius, Marcus van Vaernewijck, autor de una historia de Gante, tenía al Bosco por «creador de demonios». Es precisamente ese aspecto de su pintura el que centró el interés de sus copistas y seguidores. Ellos popularizaron y vulgarizaron las escenas infernales habitadas por las figuras extravagantes que desde el primer momento se relacionaron con la obra del Bosco, tal como advirtió Felipe de Guevara, aunque el Bosco mismo —según decía— nunca hiciera esas figuras monstruosas sin propósito y contención. No lo entendía así Francisco Pacheco, que en El arte de la pintura, cuya primera edición es de 1649, aun teniendo noticia del gusto de Felipe II corregía el entusiasmo del padre Sigüenza por la obra del flamenco. Para el maestro de Velázquez, los pintores debían ocuparse principalmente de las «cosas mayores y más dificultosas, que son las figuras», y huir de divertimentos, despreciados siempre por los grandes maestros, pero buscados por el Bosco, 

con la variedad de guisados que hizo de los demonios, de cuya invención gustó nuestro Rey Felipo II, como lo manifiesta lo mucho que juntó deste género; pero, a mi ver, hónralo demasiado el Padre Fray Josefe de Cigüenza haciendo misterios aquellas licenciosas fantasías a que no convidamos a los Pintores.

Otro tratadista barroco y, como Pacheco, pintor él mismo, Jusepe Martínez, en sus más tardíos Discursos practicables del arte de la pintura, sostenía que el Bosco, a quien tenía por natural de Toledo, aunque formado en Flandes, había merecido «grande admiración» por su singular modo de pintar los tormentos del infierno y otras extravagancias cargadas de moralidad, «y muchos convienen que nuestro don Francisco Quevedo, en sus Sueños, se valió de las pinturas de este hombre ingenioso». 
Las menciones al Bosco son frecuentes en la literatura española del Siglo de Oro. Recordado como pintor de escenas infernales y feos monstruos, sin profundizar en su moralidad y a menudo en situaciones cómicas, se encuentra citado, entre otros, en los versos de Alonso de Castillo Solórzano y Lope de Vega o en la prosa de Jerónimo de Salas Barbadillo y Baltasar Gracián. También, aunque con intención distinta, se acuerda del pintor flamenco Francisco de Quevedo, quien, entre otras injurias, llamó a Góngora «Bosco de los poetas». Lo que con ello daba a entender se explica por otra alusión al pintor localizada en El alguacil endemoniado, precisamente uno de esos Sueños que Jusepe Martínez consideraba inspirados en las pinturas del Bosco. Dando la palabra a un diablo, escribía en él Quevedo: 

Mas dejando esto, os quiero decir que estamos muy sentidos de los potajes que hacéis de nosotros, pintándonos con garras sin ser avechuchos; con colas, habiendo diablos rabones, con cuernos, no siendo casados; y mal barbados siempre, habiendo diablos de nosotros que podemos ser ermitaños y corregidores. Remediad esto, que poco ha que fue Jerónimo Bosco allá y preguntándole porque había hecho tantos guisados de nosotros en sus sueños, dijo que porque no había creído nunca que había demonios de veras.

Puesto que los extravagantes diablos del Bosco, a pesar de Lampsonius y de Karel van Mander, vulgarizados y popularizados no causan espanto, sino burlas, la culpa, dirá Quevedo, es de la irreligiosidad del pintor. Quien así pensaba no era solo el señor de la Torre de Juan Abad. El mismo argumento fue aprovechado, pero ahora en su contra, en El tribunal de la justa venganza, un poco ingenioso alegato contra Quevedo atribuido a Luis Pacheco de Narváez, para acusar de la misma falta al poeta satírico, quien habría imaginado a sus diablos influido por el ateísta Jerónimo Bosco:

Hace a unos demonios mal barbados; a otros, entrecanos, lampiños, zurdos, corcovados, romos, calvos, mulatos, zambos, cojos y con sabañones... los jueces... dijeron que don Francisco de Quevedo parecía ser aprendiz o segunda parte del ateísta y pintor Jerónimo Bosque, porque todo lo que este ejecutó con el pincel, haciendo irrisión de que dijesen que había demonios (...) había copiado con la pluma el dicho don Francisco; y que si fue con el mismo intento que el otro en la dudativa acerca de la inmortalidad del alma, lo tenían por sospecha, aunque no lo afirmaban.

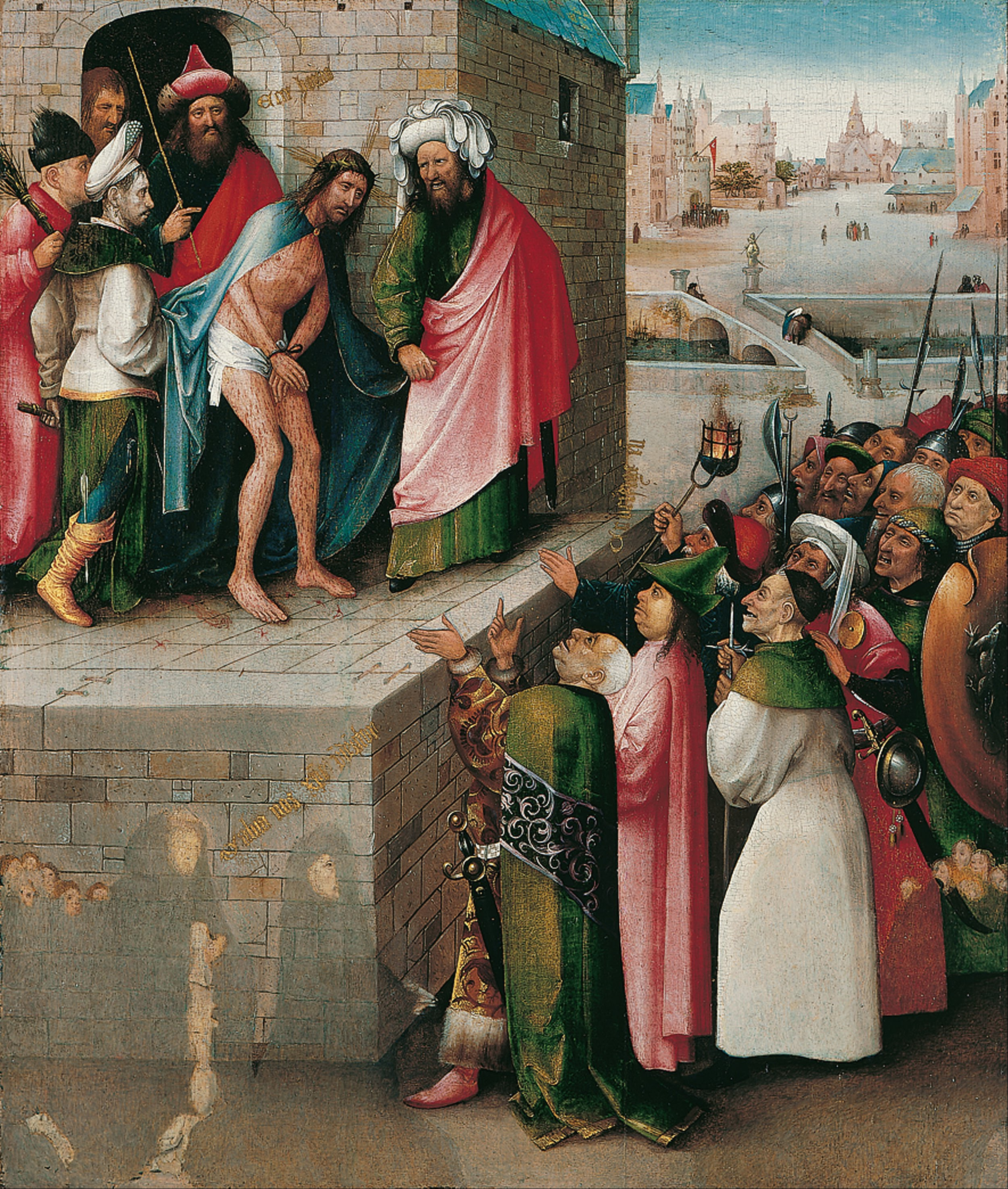
Ecce Homo, óleo sobre tabla de roble, 71,1 x 60,5 cm, Fráncfort del Meno, Städel Museum.

A finales del siglo xix hubo una reactivación del interés por la obra del Bosco. La primera monografía dedicada al pintor, obra de Maurice Gossart, es de 1907 y se titula, significativamente, «Jeröme Bosch: Le "faizeur de Dyables" de Bois-le-Duc». El creciente interés por la psicología junto al desarrollo del psicoanálisis y el surrealismo impulsaron los estudios sobre la obra del Bosco, aunque centrándose en la explicación de su mundo de imágenes visionarias y misteriosas. Como si sus obras estuviesen cargadas de señales ocultas, se trataron de desentrañar buscando en ellas símbolos astrológicos o alquímicos, cuando no los mensajes heréticos de alguna oscura secta. Las formulaciones que alcanzaron mayor repercusión en este orden fueron las de Wilhelm Fraenger. Sus tesis, publicadas en 1947, las primeras que estudiaban la personalidad y la obra del Bosco desde el punto de vista del heresiarca, sin embargo, se califican en los estudios más actuales de «extravagantes». El problema, común a todas esas hipótesis de alto contenido especulativo y escasamente interesadas en diferenciar la obra del Bosco de la de sus imitadores, como ha señalado Nils Büttner, es la «falta de atención a la perspectiva histórica [lo que] ha dado como resultado que con frecuencia se haga caso omiso de las fuentes existentes».
Una mayor atención a los escasos datos que proporcionan los documentos, como la bien conocida pertenencia a la cofradía de Nuestra Señora en calidad de miembro jurado, lo que implicaba cierta aproximación a la condición eclesiástica —a los miembros jurados se les exigía la tonsura y en fiestas señaladas participaban en las ceremonias religiosas vistiendo capas pluviales con los colores litúrgicos—, su cercanía a las élites urbanas, a las que pertenecía por su matrimonio, y lo que se conoce de su clientela, junto a la perspectiva que proporciona una visión global de su pintura, como la expuesta por fray José de Sigüenza, en la que una y otra vez amonesta al espectador contra los pecados con promesas de redención, han hecho, según Eric de Bruyn, que los estudios más recientes consideren en su mayoría al pintor, recuperando las explicaciones de Sigüenza, como «un moralista religioso y satírico cuyas obras expresan un punto de vista cristiano tradicional».

## Catalogación

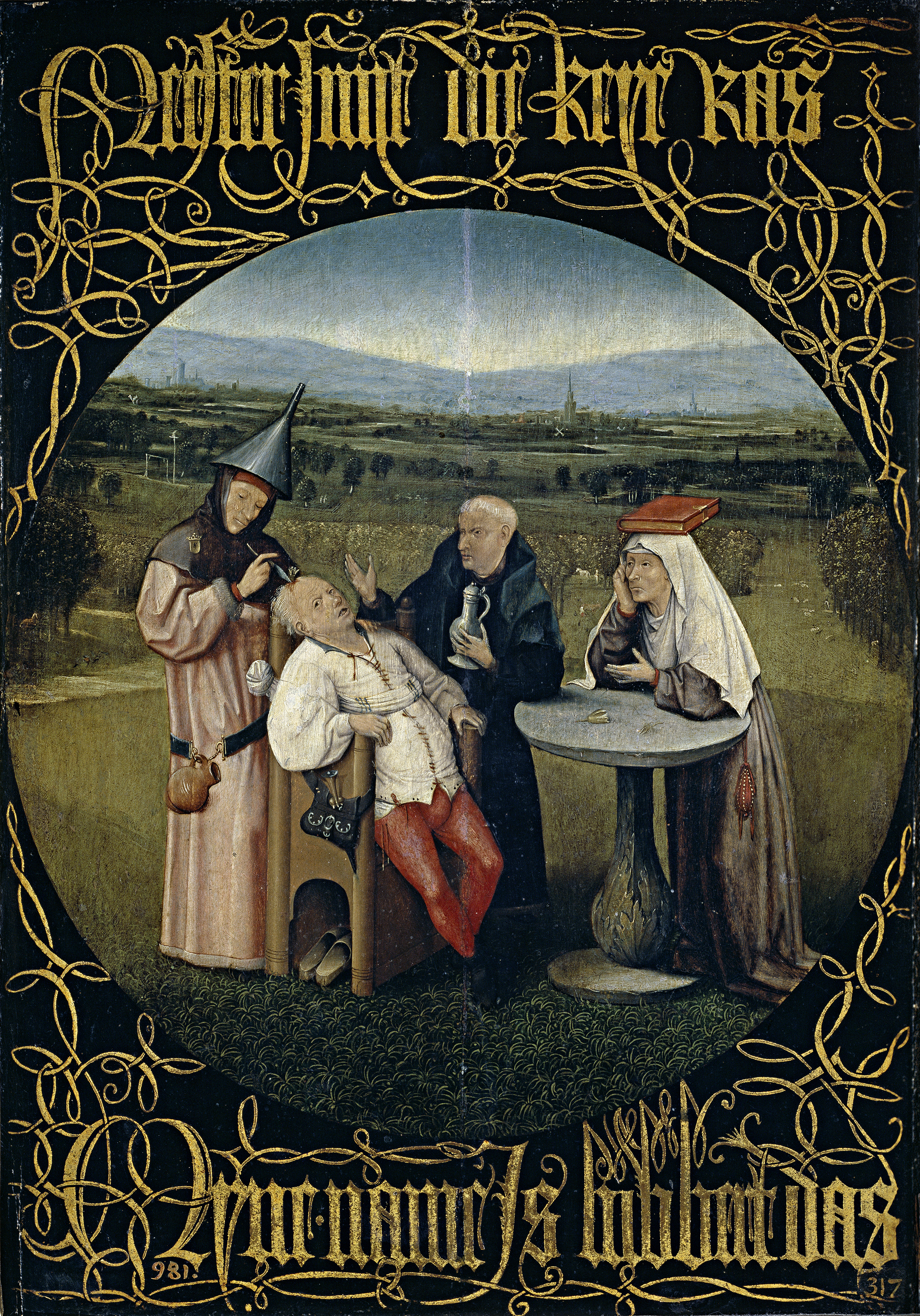
Extracción de la piedra de la locura, óleo sobre tabla de roble, 49 × 34,5 cm, Madrid, Museo del Prado.

Los integrantes del Bosch Research and Conservation Project (BRCP) catalogan como autógrafas veintiún pinturas sobre tabla y veinte dibujos. Además analizan cuatro obras que consideran del taller, entendido en sentido amplio, siete que atribuyen a los seguidores del pintor y dos más (Extracción de la piedra de la locura y Mesa de los pecados capitales, ambas en el Museo del Prado) sobre las que persisten dudas entre asignárselas al taller o a inespecíficos seguidores del maestro. La ordenación que hacen de las pinturas autógrafas no es cronológica, sino iconográfica, agrupadas en cuatro bloques: Santos, Vida de Jesús, Juicio Final (Brujas, Viena y Visiones del Más allá de Venecia) y Moralidades, que comprenden el desmembrado tríptico del Camino de la vida o del Vendedor ambulante y los trípticos del Carro de heno y El jardín de las delicias del Prado. El catálogo de Stefan Fischer, con una ordenación cronológica, agrega a las obras autógrafas la Mesa de los pecados capitales, La extracción de la piedra de la locura, y las cuatro mal conservadas tablas de un tríptico con el Diluvio universal (Róterdam, Museum Boijmans Van Beuningen), que los integrantes del BRCP tienen por obra del taller. No considera de mano del Bosco, en sentido contrario, el tríptico del Juicio Final de Brujas, Groeningenmuseum, que atribuye al taller o a un antiguo colaborador del Bosco, quizá, según lo llama, su discípulo principal, y no toma en consideración el fragmento de las Tentaciones de san Antonio de Kansas City, Nelson-Atkins Museum of Art, de autografía segura para los integrantes del BRCP, recuperando una antigua atribución. El Museo del Prado, por su lado, tras los estudios hechos en el laboratorio del propio museo y su Gabinete Técnico, mantiene la autografía de las controvertidas Tentaciones de san Antonio Abad junto con la Extracción de la piedra de la locura y la Mesa de los pecados capitales, las tres de su colección; y en el catálogo de la exposición del V centenario, recoge como obras de mano del Bosco, de acuerdo con el BRCP, las Tentaciones de Kansas City y el tríptico del Juicio Final de Brujas. Además, la Adoración de los Magos de Filadelfia (Philadelphia Museum of Art), para los componentes del BRCP obra del taller, pudiera ser, para los comisarios de la exposición del centenario, obra de mano del maestro con participación del taller. Por su parte, el Museum voor Schone Kunsten de Gante, propietario del Cristo con la cruz a cuestas cuestionado por los integrantes del BRCP, decidió también mantener la atribución de la obra al Bosco tras nuevos análisis y confrontar los diversos puntos de vista de los especialistas en mesa redonda, en la que únicamente Jos Koldeweij del BRCP mantuvo la atribución a un copista. El número de obras actualmente consideradas autógrafas es, en cualquier caso, muy inferior a las setenta y tres catalogadas por Mia Cinotti como obras del Bosco o a él atribuidas, o las setenta y una que se catalogaron como tales en 1981, algunas de ellas definitivamente excluidas al haber demostrado los análisis dendrocronológicos hechos en la década de 1990 la juventud de la madera empleada como soporte, cortada después de la muerte del pintor. En esta situación se encuentran la Coronación de espinas de El Escorial, que no pudo pintarse antes de 1527, o las Bodas de Caná de Róterdam y el Ecce Homo de Filadelfia, cuyas fechas de ejecución han de retrasarse a 1557 o más tarde.